# Compétition automobile avant 1906

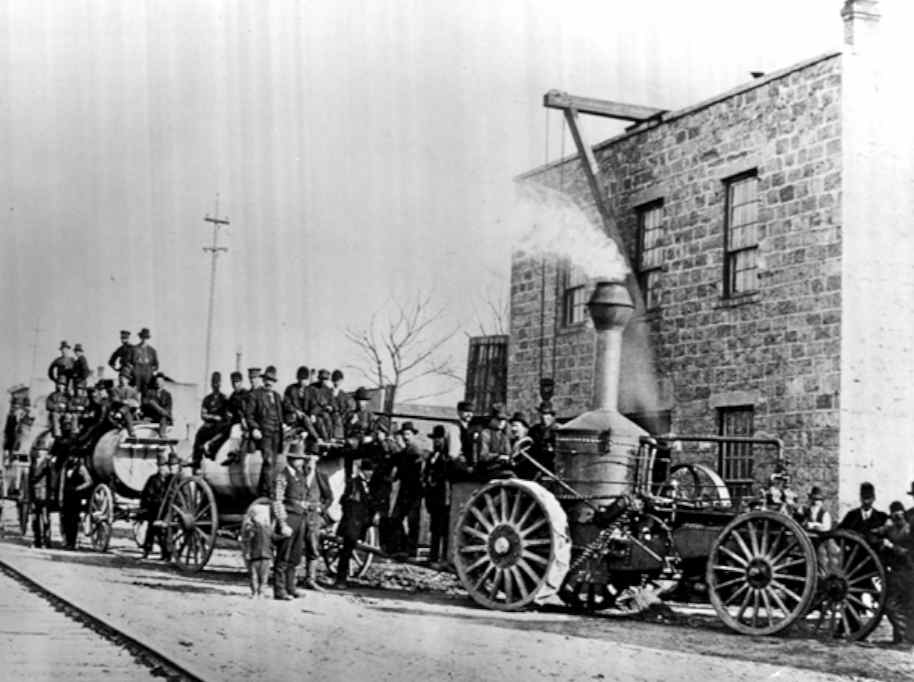
Voiture à vapeur L'Oshkosh (1878).

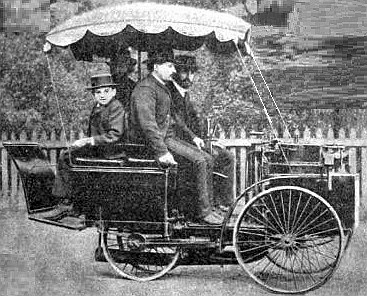
Quadricycle à vapeur « Dog-car » De Dion-Bouton de 1885 (vainqueur de course trois partants en 1887).

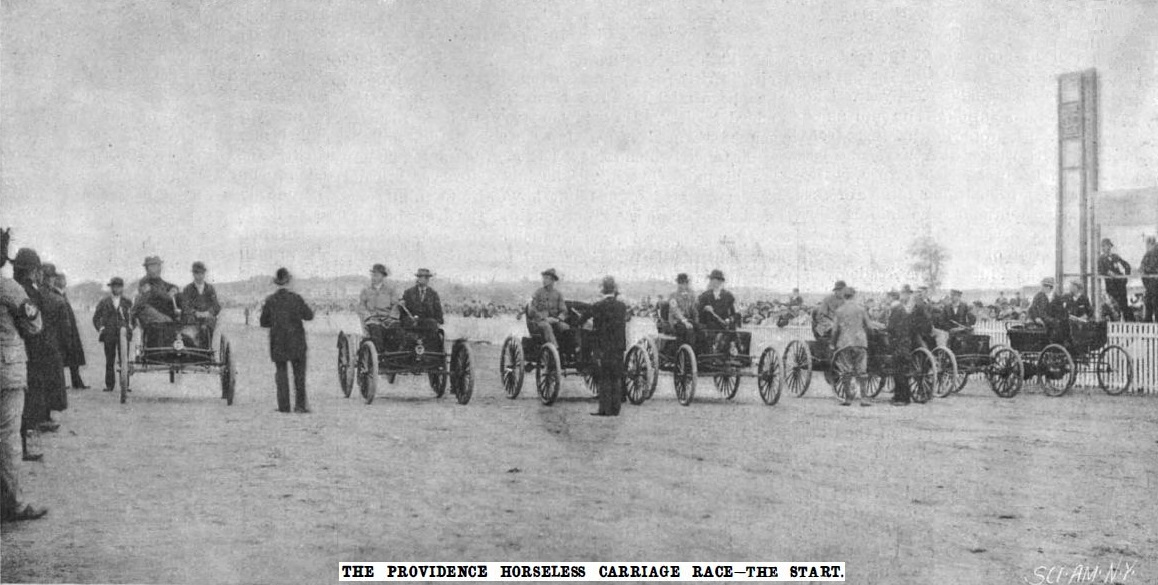
The 'Providence Horseless Carriage Race' de septembre 1896, remportée par Andrew L. Riker.

Le premier Grand Prix automobile a été le Grand Prix de France en 1906 qui s'est tenu sur circuit, mais les premières compétitions automobiles eurent lieu en 1894.
Dès le 28 avril 1887, trois tricycles à vapeur De Dion-Bouton roulent entre le Pont de Neuilly et Versailles. Georges Bouton arrive le premier après plus de 30 kilomètres parcourus à près de 30 kilomètres de moyenne horaire, au bout d'un peu plus d'une heure de route,.
Près de huit ans plus tôt, la Great Race débutée le 17 juillet 1878 dans le Wisconsin semble être quant à elle la première compétition organisée entre deux véhicules autopropulsés avec un homme à bord, entre l'Oshkosh (de) et le Green Bay (de) théoriquement durant dix jours sur 323 kilomètres entre Green Bay et Madison à l'ouest du lac Michigan. L'Oshkosh avec son autonomie de 16 kilomètres arrive seul au terme du périple, à la suite de l'accident trop long à réparer du Green Bay.

## 1894
| Évènement   | Date       | Constructeur vainqueur                                   | Résultats |
| ----------- | ---------- | -------------------------------------------------------- | --------- |
| Paris-Rouen | 22 juillet | « Panhard & Levassor » et « les fils de Peugeot frères » | Résumé    |

## 1895
| Évènement                        | Date        | Pilote vainqueur  | Constructeur vainqueur | Résultats |
| -------------------------------- | ----------- | ----------------- | ---------------------- | --------- |
| Turin-Asti-Turin                 | 18 mai      | Simone Federmann, | Daimler                | Résumé    |
| Paris-Bordeaux-Paris             | 11-13 juin  | Paul Koechlin     | Peugeot                | Résumé    |
| Concours du Chicago Times-Herald | 28 novembre | Frank Duryea      | Duryea                 | Résumé    |

## 1896
| Évènement                                          | Date                   | Pilote vainqueur | Constructeur vainqueur | Résultats |
| -------------------------------------------------- | ---------------------- | ---------------- | ---------------------- | --------- |
| Bordeaux-Langon                                    | 26 avril               | Abel Bord        | Peugeot                | Résumé    |
| Bordeaux-Agen-Bordeaux                             | 24-25 mai              | Gaston Bousquet  | Peugeot                | Résumé    |
| Cosmopolitan Magazine New York-Irvington           | 30 mai                 | Frank Duryea     | Duryea                 | Résumé    |
| Course de côte de Spa                              | 11 juillet             | Albert Laumaillé | Peugeot                | Résumé    |
| Lyon-Lagnieu                                       | 2 aout                 | Alphonse Eldin   | Peugeot                | Résumé    |
| Courses du Rhode Island State Fair (à Providence)* | 7-11 septembre         | Andrew L. Riker, | Riker Electric (en)    | Résumé    |
| Paris-Marseille-Paris                              | 24 septembre-3 octobre | Émile Mayade     | Panhard & Levassor     | Résumé    |
| Londres-Brighton                                   | 14 novembre            | Léon Bollée      | Bollée                 | Résumé    |

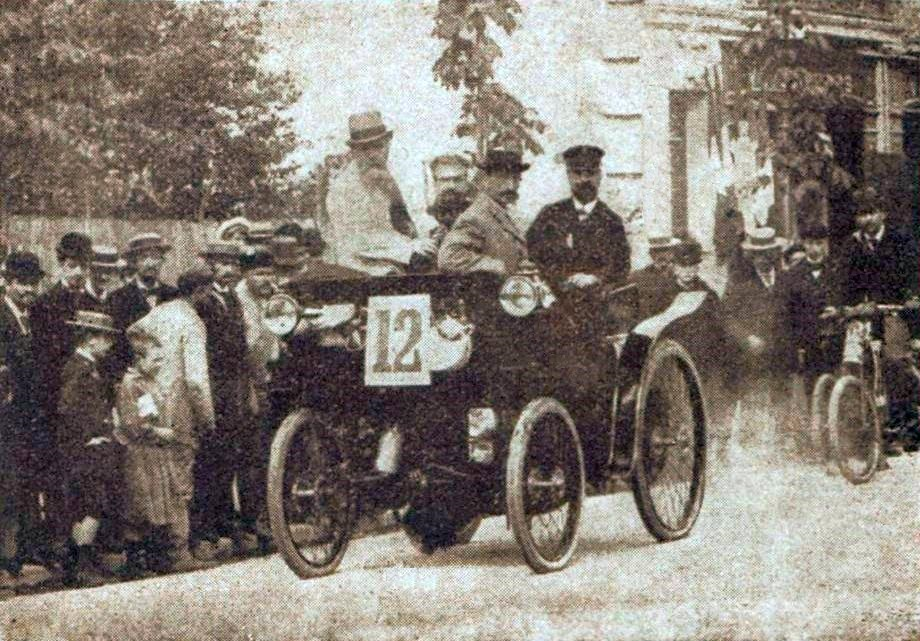
La première voiture spécifiquement de course (1896).

NB : la course du Rhode Island State Fair est la première sur un circuit spécifiquement dévolu.

## 1897
| Évènement                       | Date          | Pilote vainqueur            | Constructeur vainqueur | Résultats |
| ------------------------------- | ------------- | --------------------------- | ---------------------- | --------- |
| Marseille-Fréjus-Nice-La Turbie | 29-31 janvier | Gaston de Chasseloup-Laubat | De Dion                | Résumé    |
| Paris-Dieppe                    | 24 juillet    | Paul Jamin                  | Bollée                 | Résumé    |
| Paris-Trouville                 | 14 août       | Paul Jamin                  | Bollée                 | Résumé    |
| Lyon-Uriage-Lyon                | 22-23 août    | Étienne Giraud              | Panhard & Levassor     | Résumé    |
| Arona-Stresa-Arona              | 12 septembre  | Giuseppe Cobianchi          | Benz                   | Résumé    |

Marseille-Nice-La Turbie
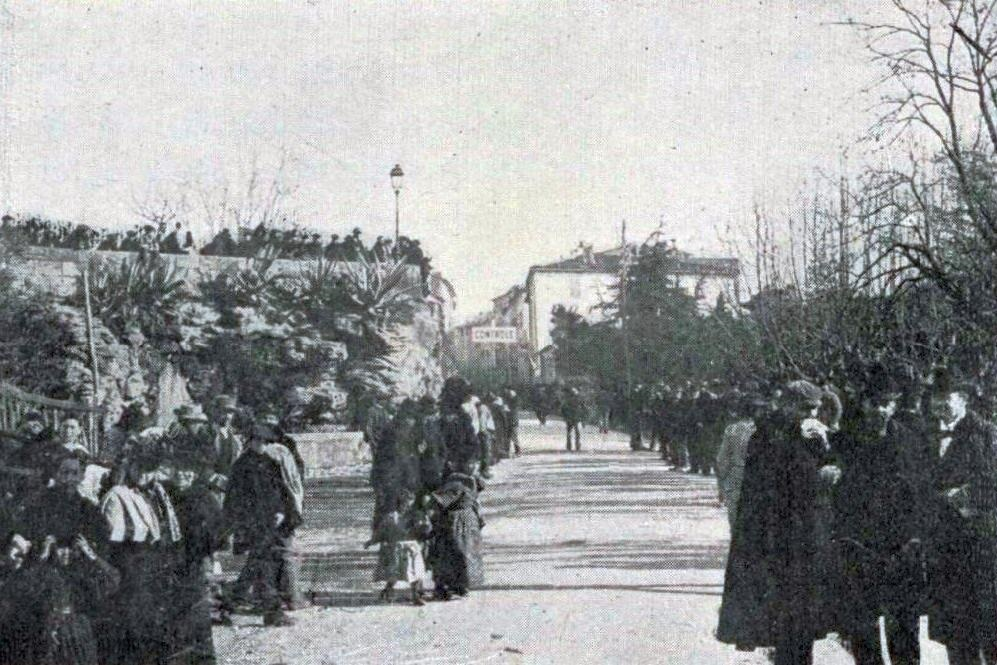
Le contrôle de Fréjus;
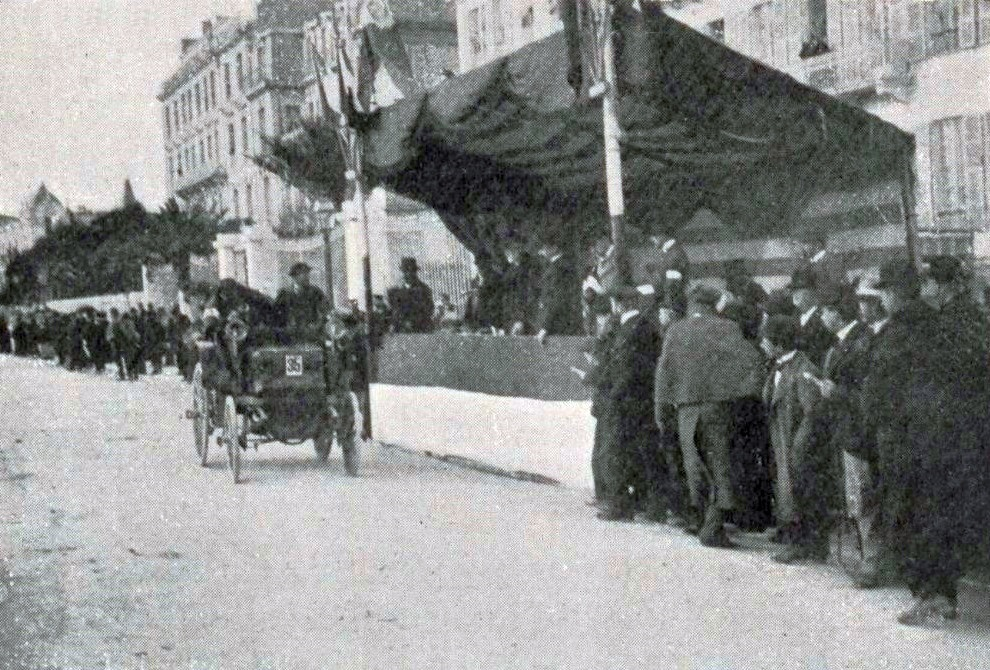
Tribune d'arrivée à Nice (voiture n°35);
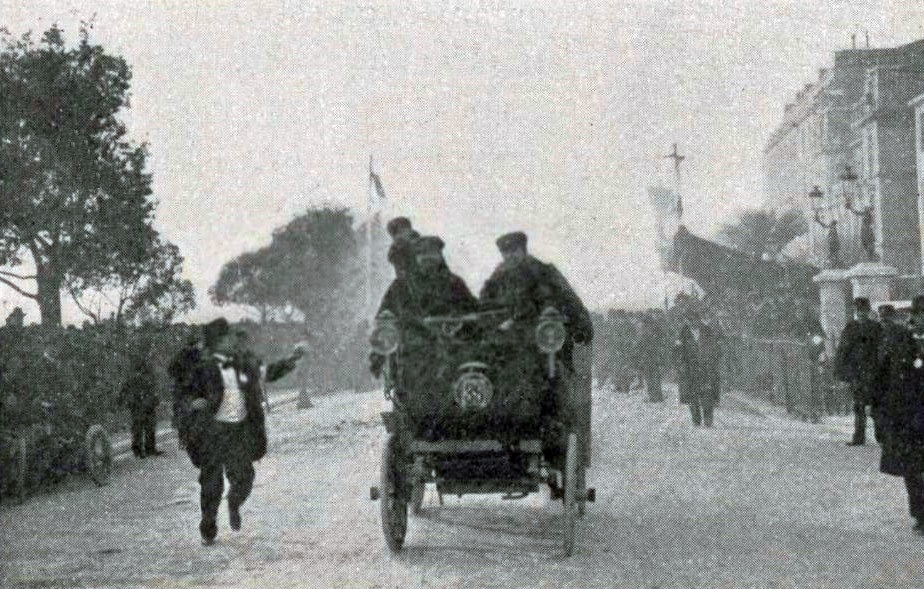
Une arrivée à Nice, après la tribune (voiture n°39);
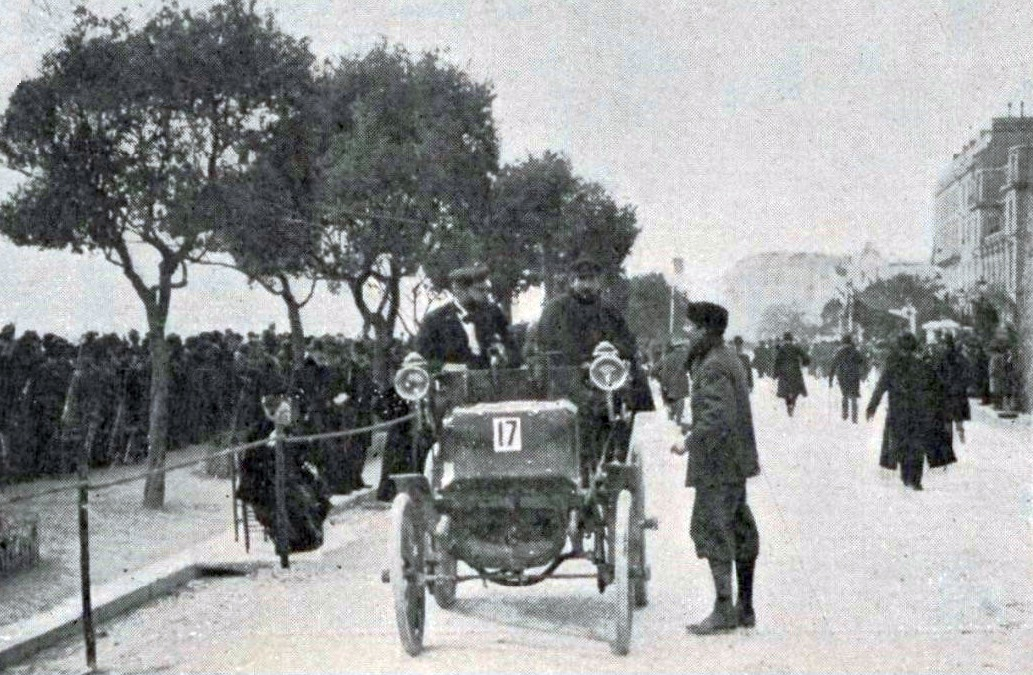
Une autre arrivée à Nice, un peu plus loin de la tribune (voiture n°17);
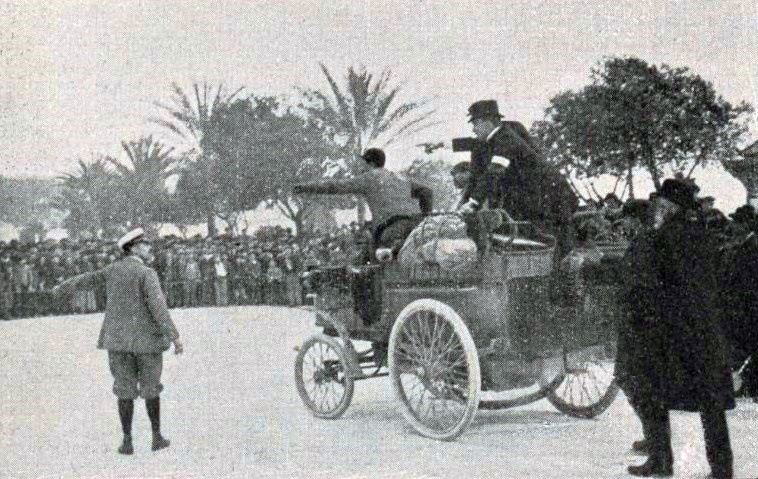
La voiture break à vapeur de Dion d'André Michelin, à Nice;
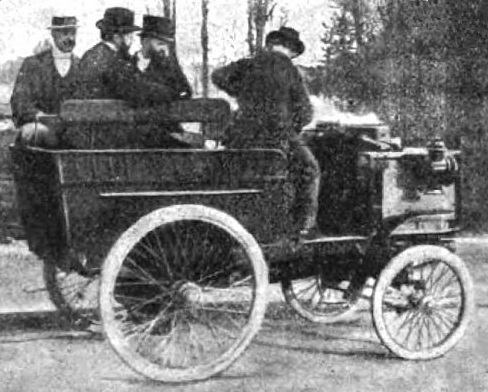
même voiture avant l'arrivée (deuxième au classement final).

Paris-Dieppe
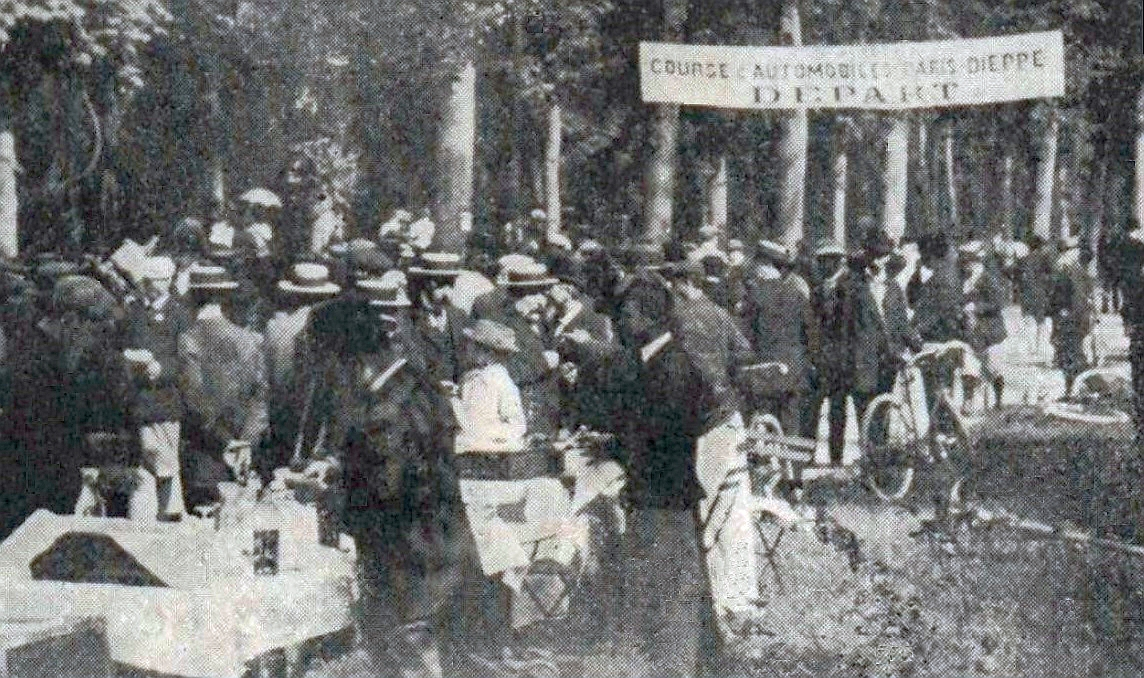
Le départ;
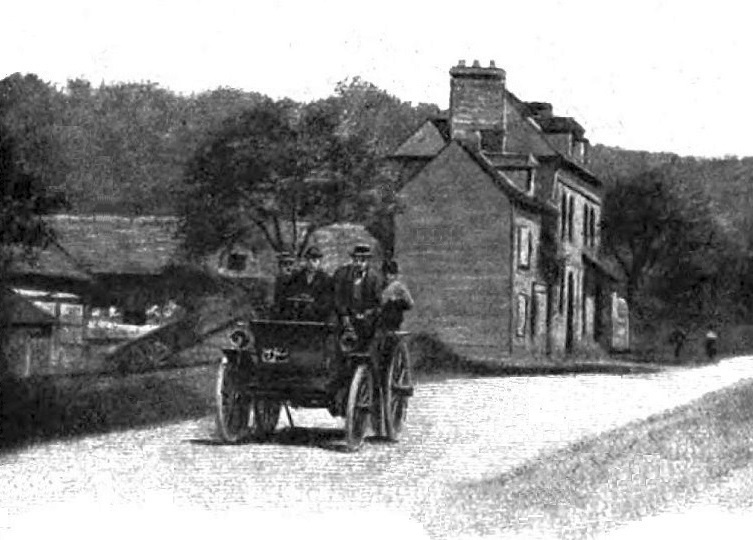
Le concurrent numéro 32 de la compétition;
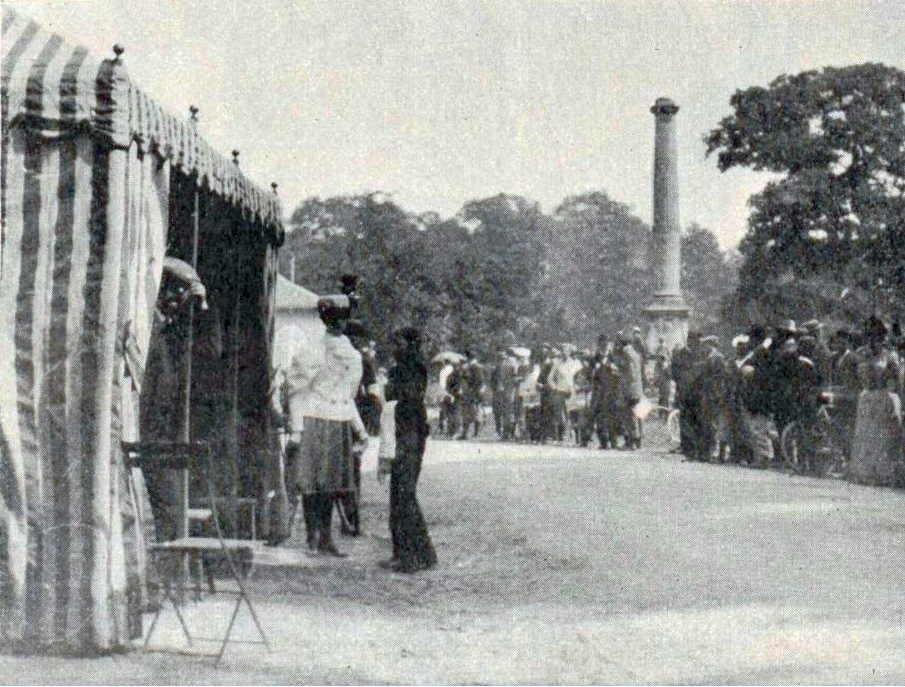
Un point de contrôle;
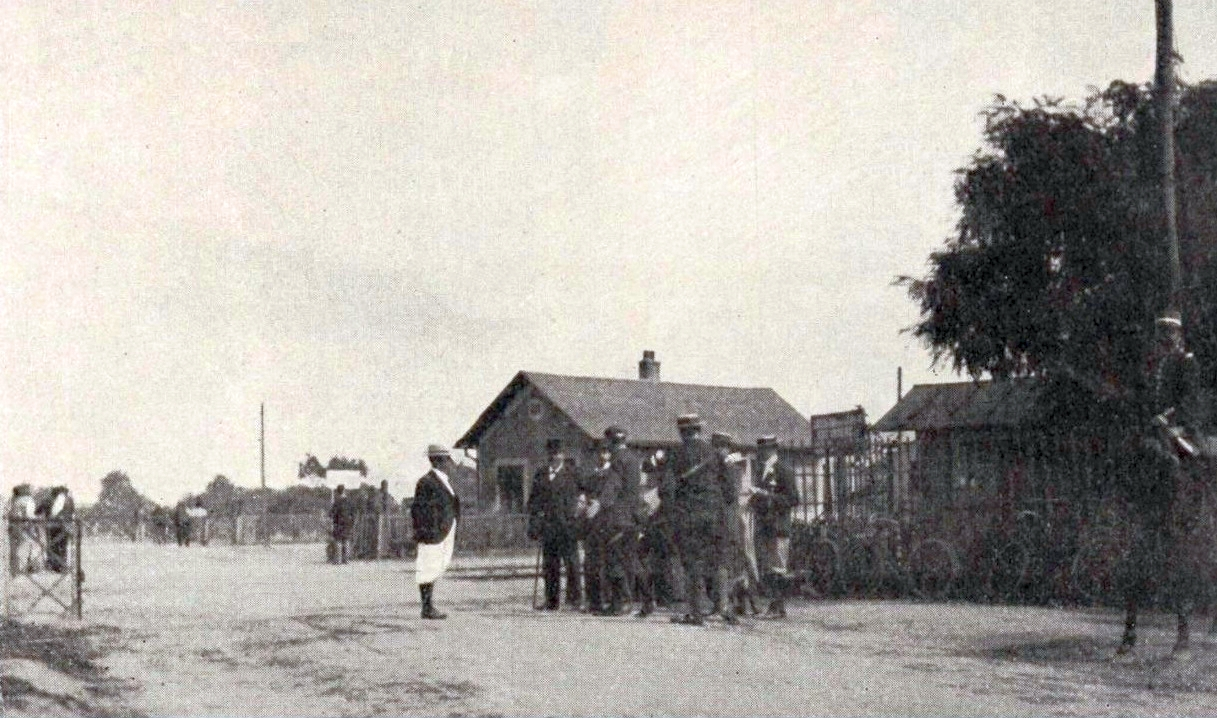
Le passage à niveau d'Achères;
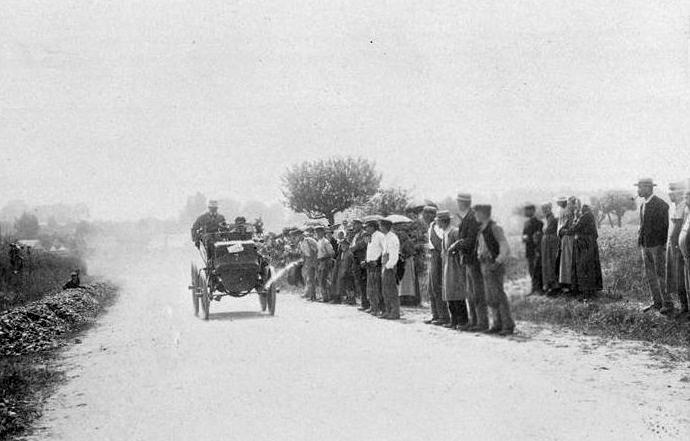
Une Voiturette Bollée en course;
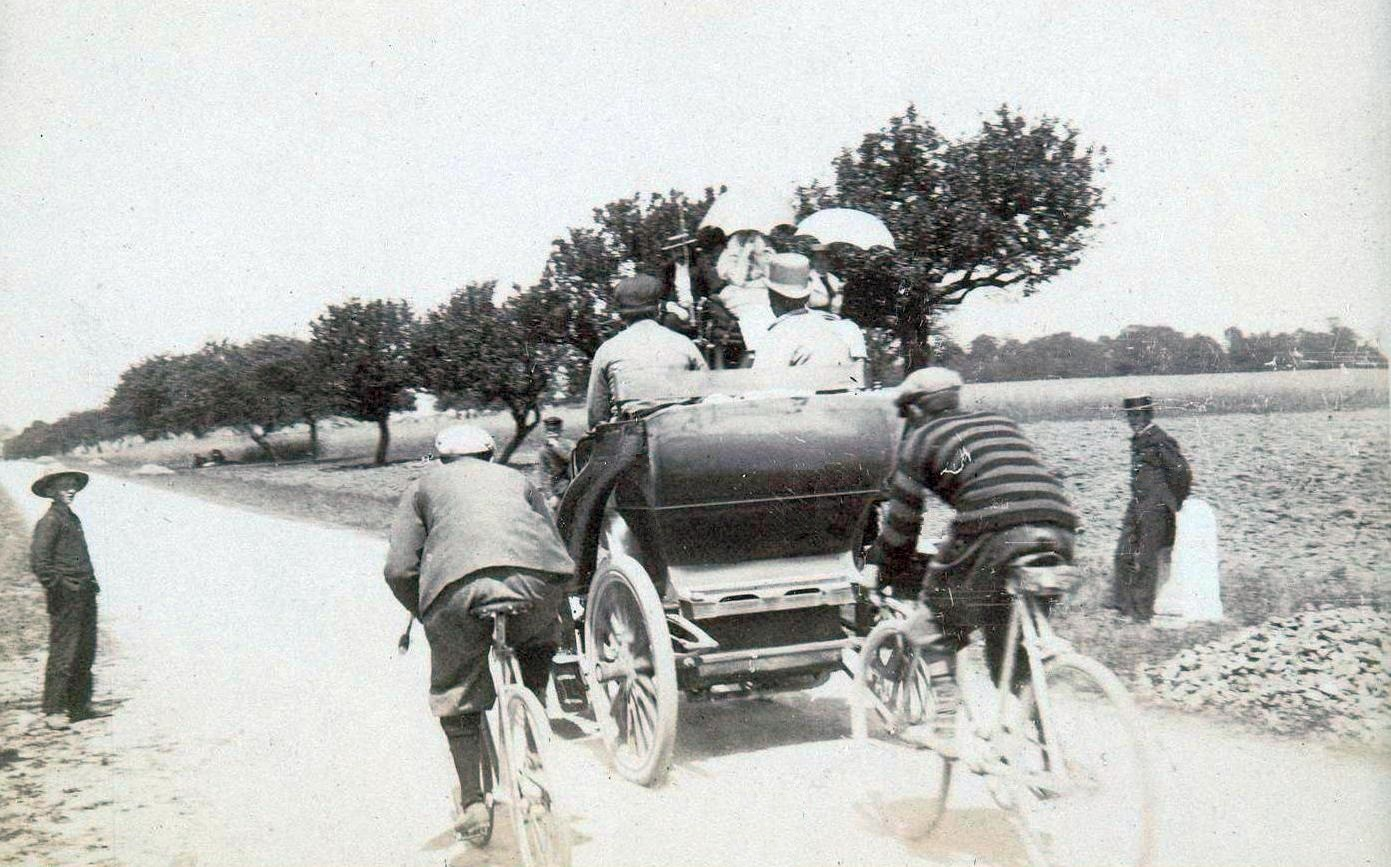
Émile Mayade, en course sur Delahaye;
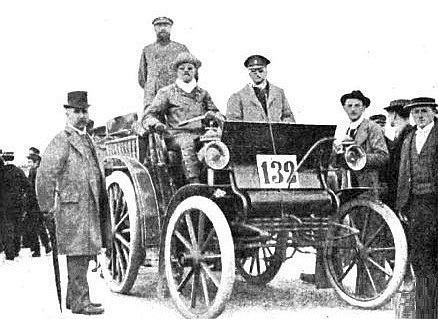
Émile Delahaye (à gauche), et Daniel Courtois après course, la Delahaye remportant sa catégorie;
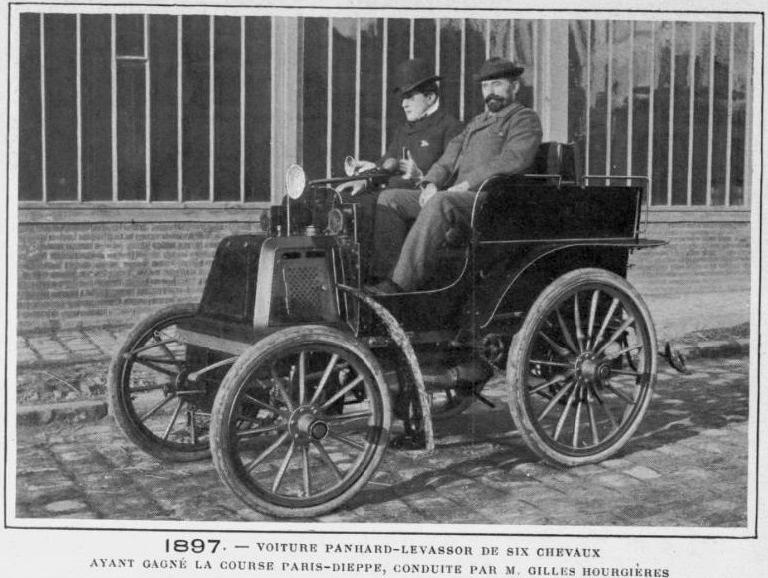
La Panhard 6HP vainqueur de la catégorie automobile, aux Paris-Dieppe et Paris-Trouville 1897 (avec Gilles Hourgières).

Paris-Trouville
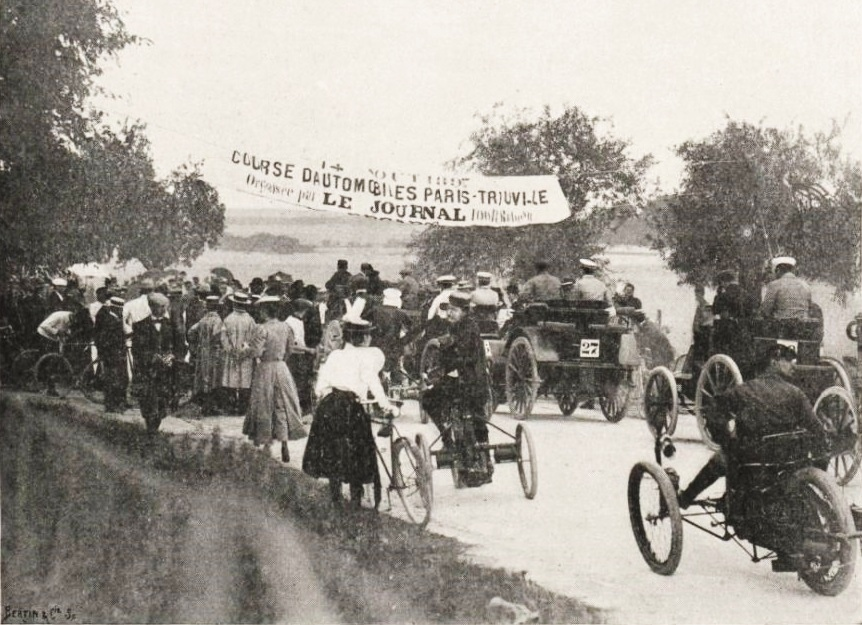
Le départ à Saint-Germain;
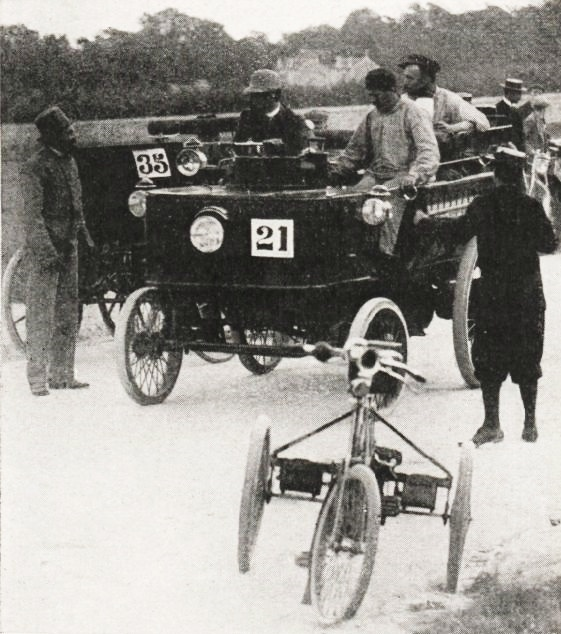
André Michelin à gauche, en concurrent n°35 (discutant avec de Dion);
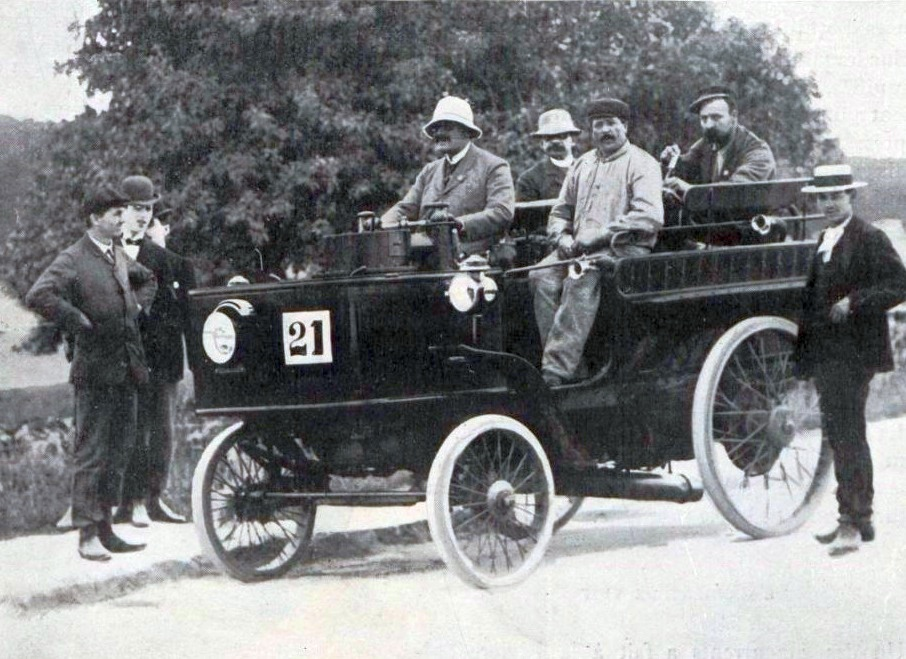
Jules-Albert de Dion, deuxième de Paris-Trouville 1897 sur son break à vapeur;
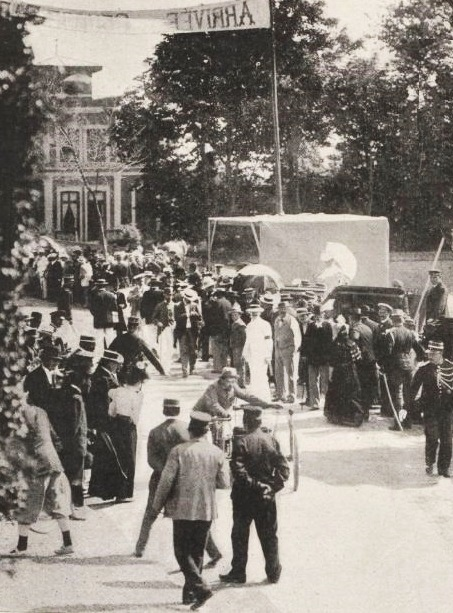
L'arrivée à Trouville;
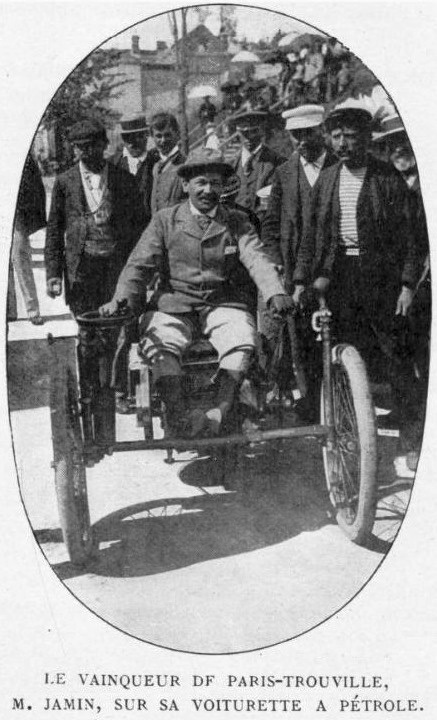
Paul Jamin, vainqueur de Paris-Trouville 1897 sur voiturette Bollée.

## 1898

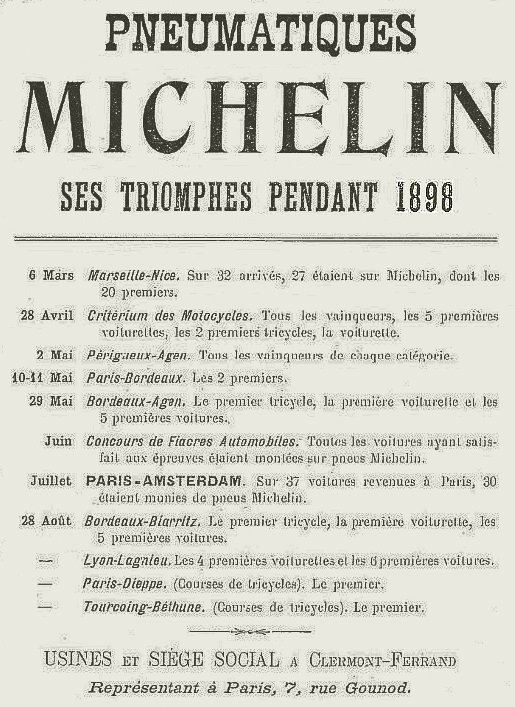
Les succès sportifs Michelin en 1898.

| Évènement                                   | Date                | Pilote vainqueur  | Constructeur vainqueur | Résultats |
| ------------------------------------------- | ------------------- | ----------------- | ---------------------- | --------- |
| Marseille-Hyères-Nice                       | 6-7 mars            | Fernand Charron   | Panhard & Levassor     | Résumé    |
| Course de Périgueux                         | 1er mai             | Gustave Leys      | Panhard & Levassor     | Résumé    |
| Critérium des Entraîneurs                   | 11-12 mai           | René de Knyff     | Panhard & Levassor     | Résumé    |
| Berlin-Potsdam-Berlin                       | 24 mai              | Friedrich Greiner | Daimler                | Résumé    |
| Bordeaux-Agen                               | 29 mai              | Henri Petit       | Peugeot                | Résumé    |
| Bruxelles-Château d'Ardenne-Spa             | 25-26 juin          | Pierre de Crawhez | Panhard & Levassor     | Résumé    |
| Paris-Amsterdam-Paris                       | 7-13 juillet        | Fernand Charron   | Panhard & Levassor     | Résumé    |
| Turin-Aste-Alexandrie-Turin                 | 17 juillet          | Guido Ehrenfreund | Miari & Giusti         | Résumé    |
| Lyon-Lagnieu                                | 24 juillet          | Kraentner         | ?                      | Résumé    |
| Lille-Calais-Lille                          | 31 juillet-1er août | Émile Kraeutler   | Peugeot                | Résumé    |
| Bordeaux-Biarritz                           | 20-21 août          | René Loysel       | Bollée                 | Résumé    |
| Trafoi (it)-Mendelpass                      | 27-29 août          | Wilhelm Bauer     | Daimler                | Résumé    |
| Saint-Germain-Vernon-Saint-Germain          | 20 octobre          | Alfred Levegh     | Mors                   | Résumé    |
| Saint-Pétersbourg-Strelna-Saint-Pétersbourg | 24 octobre          | Petr Belyaev      | Clément                | Résumé    |
| Rallye-Paper                                | 11 décembre         | René de Knyff     | Panhard & Levassor     | Résumé    |

## 1899
| Évènement                                                      | Date          | Pilote vainqueur              | Constructeur vainqueur  | Résultats |
| -------------------------------------------------------------- | ------------- | ----------------------------- | ----------------------- | --------- |
| Coupe de Périgord (Saint-Germain-Rouen-Saint-Germain)          | 26 janvier    | Léonce Girardot               | Panhard & Levassor      | Résumé    |
| Vérone-Brescia-Mantoue-Vérone                                  | 14 mars       | Louis Bouvier                 | Bollée                  | Résumé    |
| Nice-Castellane-Nice                                           | 21 mars       | Albert Lemaître               | Peugeot                 | Résumé    |
| Nice-Magagnosc-Nice                                            | 21 mars       | Emil Jellinek                 | Daimler                 | Résumé    |
| Pau-Bayonne-Pau                                                | 6 avril       | Albert Lemaître               | Peugeot                 | Résumé    |
| Limone-Coni-Turin                                              | 28 avril      | "De" Gras                     | Peugeot                 | Résumé    |
| Turin-Pignerol-Avigliana-Turin                                 | 28 avril      | "De" Gras                     | Peugeot                 | Résumé    |
| Course d'Anvers                                                | 14 mai        | Pierre de Crawhez             | Daimler                 | Résumé    |
| Aix-la-Chapelle-Coblence                                       | 14 mai        | Max Cudell (de)               | Cudell (de)             | Résumé    |
| Bordeaux-Périgueux-Bordeaux                                    | 22 mai        | Henri Barbereau               | Bollée                  | Résumé    |
| Bologne-Poggio Renatico-Malalbergo-Bologne                     | 22 mai        | Émile Laporte                 | Orio & Marchand         | Résumé    |
| Paris-Bordeaux                                                 | 24 mai        | Fernand Charron               | Panhard & Levassor      | Résumé    |
| Moscou-Saint-Pétersbourg                                       | 1er juin      | Louis Mazy                    | De Dion-Bouton          | Résumé    |
| Rallie-Papiers (Fontainebleau-Quartier Saint-Germain-des-Prés) | 4 juin        | René de Knyff                 | Panhard & Levassor      | Résumé    |
| Critérium des Voiturettes                                      | 6 juin        | Wilfrid                       | Bollée                  | Résumé    |
| Aubagne-Aix                                                    | 11 juin       | Gras                          | Peugeot                 | Résumé    |
| Padoue-Vicence-Thiene-Bassano-Trévise-Padoue                   | 19 juin       | Rossati                       | Mors                    | Résumé    |
| Bruxelles-Namur-Spa                                            | 19 juin       | Gaétan de Knyff               | Panhard & Levassor      | Résumé    |
| Francfort-Cologne                                              | 2 juillet     | Fritz Held                    | Benz                    | Résumé    |
| Salon-Arles-Saint-Gabriel-Salon                                | 2 juillet     | Henri de Farconnet            | Turcat-Méry             | Résumé    |
| Spa-Bastogne-Spa                                               | 4 juillet     | René de Knyff                 | Panhard & Levassor      | Résumé    |
| Mayence-Bingen-Coblence-Mayence                                | 14 juillet    | Eugène de Dietrich            | De Dietrich             | Résumé    |
| Tour de France                                                 | 16-24 juillet | René de Knyff                 | Panhard & Levassor      | Résumé    |
| Innsbruck-Munich                                               | 23 juillet    | Eugène de Dietrich            | De Dietrich             | Résumé    |
| Paris-Saint-Malo                                               | 30 juillet    | Antony                        | Mors                    | Résumé    |
| Lyon-Vals-les-Bains                                            | 31 juillet    | Jean Deydier                  | De Dietrich             | Résumé    |
| Plaisance-Crémone-Borgo-Plaisance                              | 15 août       | Émile Laporte                 | Orio & Marchand         | Résumé    |
| Paris-Trouville                                                | 27 août       | Antony                        | Mors                    | Résumé    |
| Ligovo-Strelna-Ligovo                                          | 27 août       | Louis Mazy                    | Clément                 | Résumé    |
| Paris-Ostende                                                  | 1er septembre | Léonce Girardot Alfred Levegh | Panhard & Levassor Mors | Résumé    |
| Brescia-Crémone-Mantoue-Vérone-Brescia                         | 11 septembre  | Giuseppe Alberti              | Mors                    | Résumé    |
| Trévise-Oderzo-Codognè-Conegliano-Trévise                      | 11 septembre  | Andrea Antonini               | Benz                    | Résumé    |
| Paris-Boulogne                                                 | 17 septembre  | Léonce Girardot               | Panhard & Levassor      | Résumé    |
| Berlin-Leipzig                                                 | 20 septembre  | Fritz Held Richard Benz       | Benz                    | Résumé    |
| Bordeaux-Biarritz                                              | 1er octobre   | Alfred Levegh                 | Mors                    | Résumé    |
| Paris-Rambouillet-Paris                                        | 8 octobre     | Louis Renault                 | Renault                 | Résumé    |

Coupe de Périgord
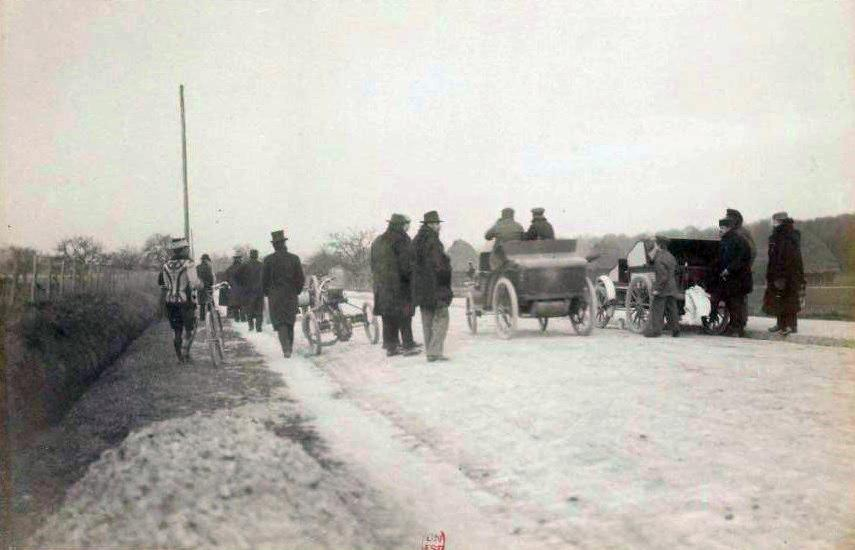
La Coupe de Périgord...
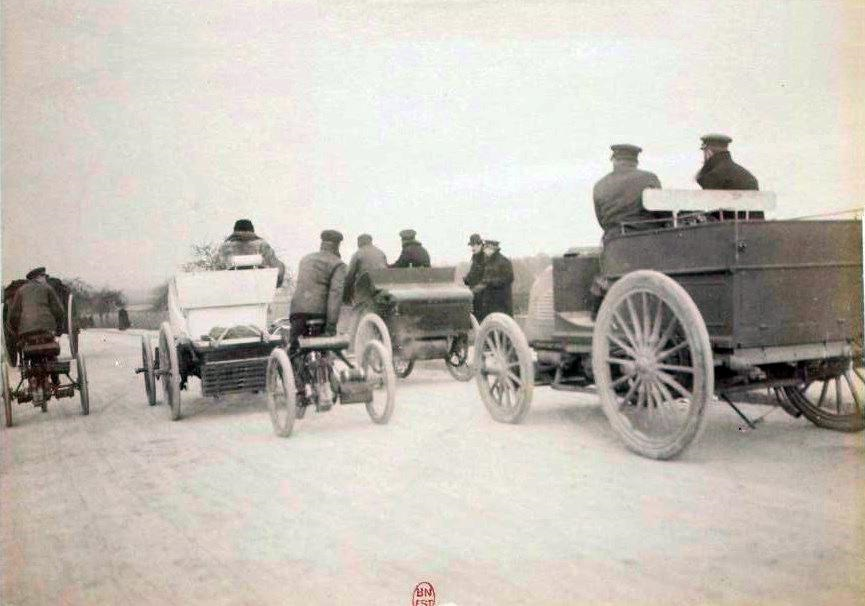
...dans le froid de janvier;
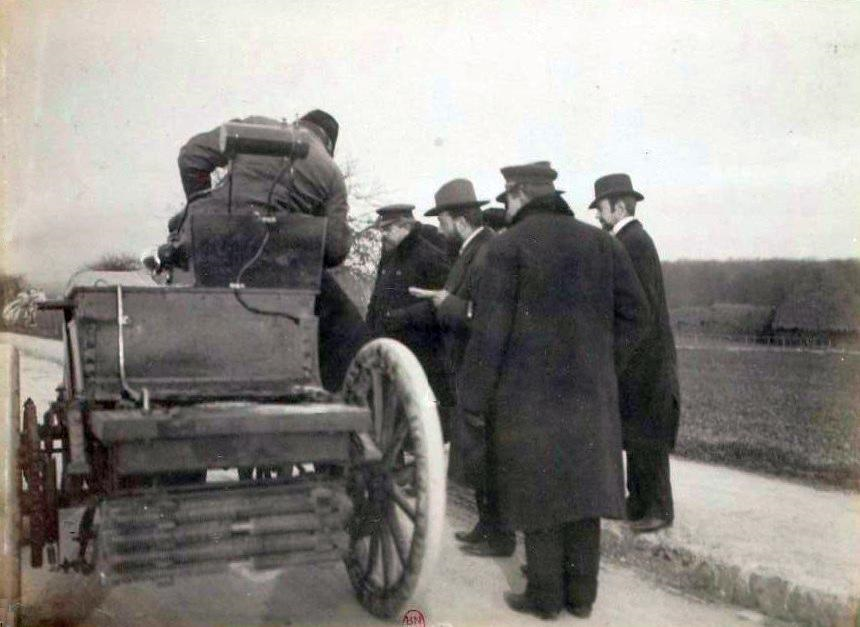
une vue rapprochée;
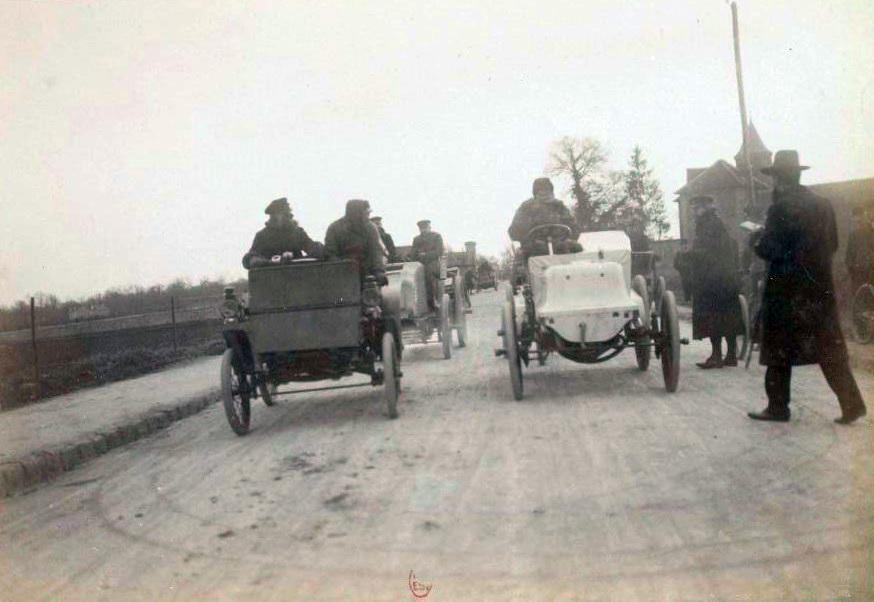
le retour;
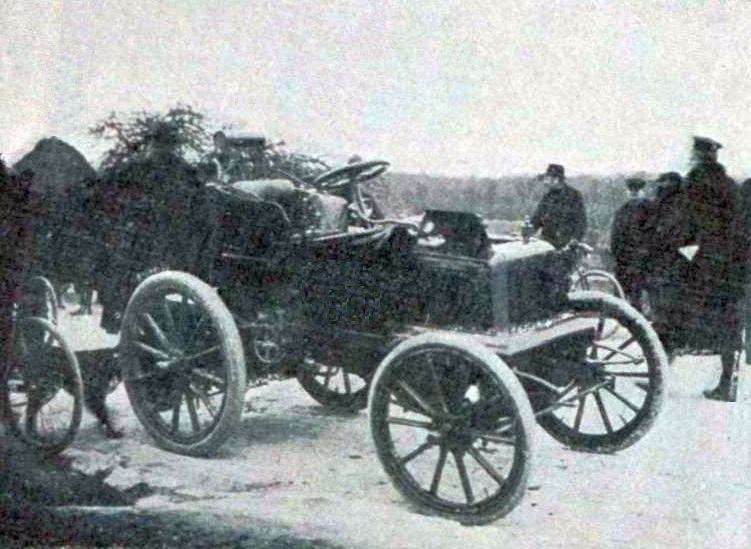
la Panhard et Levassor de Léonce Girardot, victorieuse de la Coupe;
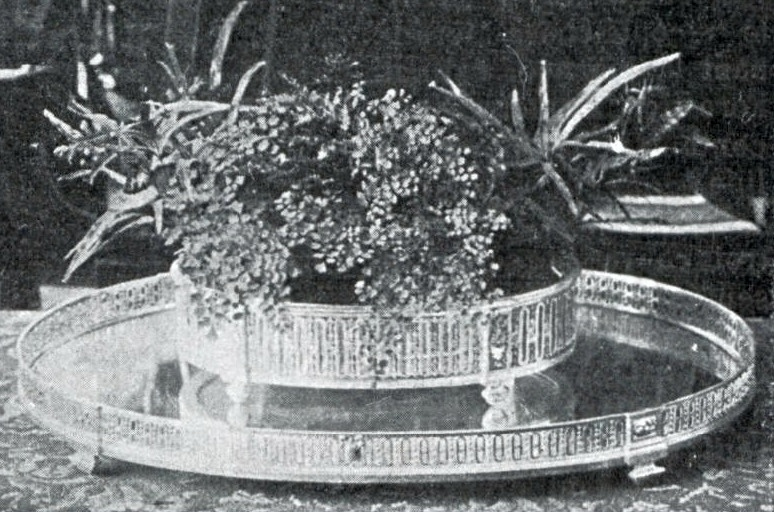
la Coupe de Périgord remise au vainqueur (offerte par Boson de Périgord);
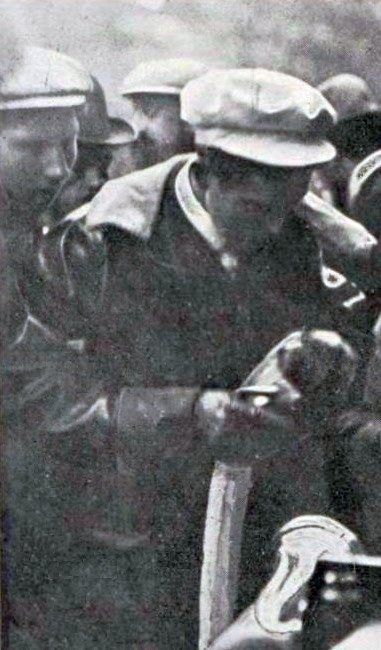
le comte Boson de Périgord (ici au Paris-Berlin 1901).

## 1900
| Évènement                                                                 | Date                | Pilote vainqueur            | Constructeur vainqueur | Résultats |
| ------------------------------------------------------------------------- | ------------------- | --------------------------- | ---------------------- | --------- |
| Saint-Pétersbourg-Gatchina-Saint-Pétersbourg                              | 16 janvier          | Vadim Mihailov              | Clément                | Résumé    |
| Course du Catalogue                                                       | 18 février          | Léonce Girardot             | Panhard & Levassor     | Résumé    |
| Circuit du Sud-Ouest                                                      | 25 février          | René de Knyff               | Panhard & Levassor     | Résumé    |
| Coupe des Voiturettes (Paris (Chambourcy)-Rouen-Paris)                    | 11 mars             | Léon Théry                  | Decauville             | Résumé    |
| Nice-Marseille-(Nice)                                                     | 26 mars             | René de Knyff               | Panhard & Levassor     | Résumé    |
| Coupe Provinciale du Sud-est (Meeting d'Arles-Salon)                      | 4 avril             | Cuchelet                    | Peugeot                | Résumé    |
| Springfield-Babylon-Springfield                                           | 14 avril            | Andrew Riker                | Riker Electric         | Résumé    |
| Turin-Pignerol-Saluzzo-Coni-Turin                                         | 23 avril            | Cuchelet                    | Peugeot                | Résumé    |
| One Thousand Miles de Londres,                                            | 23 avril-12 mai     | Charles Rolls               | Panhard & Levassor     | Résumé    |
| Turin-Asti                                                                | 28 avril            | Felice Nazzaro              | Fiat                   | Résumé    |
| Mannheim-Pforzheim-Mannheim                                               | 13 mai              | Fritz Held                  | Benz                   | Résumé    |
| Critérium des Voiturettes                                                 | 17 mai              | Louis Cottereau             | Cottereau              | Résumé    |
| Bologne-Poggio Renatico-Malalbergo-Bologne                                | 28 mai              | Lorenzo Ginori              | Bolide                 | Résumé    |
| Salzbourg-Linz-Vienne                                                     | 1er-2 juin          | Richard von Stern           | Daimler                | Résumé    |
| Bordeaux-Périgueux-Bordeaux                                               | 3-4 juin            | Alfred Levegh               | Mors                   | Résumé    |
| Louga-Saint-Pétersbourg                                                   | 11 juin             | Hippolyte-Auguste Deschamps | De Dion-Bouton         | Résumé    |
| Coupe Gordon Bennett                                                      | 14 juin             | Fernand Charron             | Panhard & Levassor     | Résumé    |
| Padoue-Vicence-Bassano-Trévise-Padoue                                     | 1er juillet         | Vincenzo Lancia             | Fiat                   | Résumé    |
| Critérium de Provence                                                     | 1er juillet         | Camille Jenatzy             | Bolide                 | Résumé    |
| Strasbourg-Kehl-Rheinau-Bootzheim-Strasbourg                              | 22 juillet          | Adrien de Turckheim         | Bollée                 | Résumé    |
| Paris-Toulouse-Paris dans le cadre Exposition universelle/Jeux olympiques | 27-28 juillet       | Alfred Velghe               | Mors                   | Résumé    |
| Circuit de Francfort                                                      | 29 juillet          | Richard Benz                | Benz                   | Résumé    |
| Berlin-Aix-la-Chapelle                                                    | 30 août-2 septembre | Émile Kraeutler             | Benz                   | Résumé    |
| Coppa Brescia                                                             | 8 septembre         | Alberto Franchetti          | Panhard & Levassor     | Résumé    |
| Lissieu-Mâcon-Lissieu                                                     | 16 septembre        | Michel Ollion (avec Mme)    | Peugeot                | Résumé    |
| Critérium de l'alcool Paris-Rouen,                                        | 28 octobre          | Étienne Giraud              | Panhard & Levassor     | Résumé    |

## 1901
| Évènement                           | Date          | Pilote vainqueur | Constructeur vainqueur | Résultats |
| ----------------------------------- | ------------- | ---------------- | ---------------------- | --------- |
| Grand Prix du Sud-Ouest             | 17 février    | Maurice Farman   | Panhard & Levassor     | Résumé    |
| Lyon-La Verpillière-Lyon,           | 17 mars       | Maurice Audibert | Audibert et Lavirotte  | Résumé    |
| Nice-Salon-Nice                     | 25 mars       | Wilhelm Werner   | Daimler                | Résumé    |
| Critérium de l'alcool Paris-Roubaix | 7-8 avril     | Georges Dansette | Bardon-Le Blon         | Résumé    |
| Mannheim-Pforzheim-Mannheim         | 12 mai        | Willy Tischbein  | De Dietrich            | Résumé    |
| Paris-Bordeaux                      | 29 mai        | Henri Fournier   | Mors                   | Résumé    |
| Coupe Gordon Bennett                | 29 mai        | Léonce Girardot  | Panhard & Levassor     | Résumé    |
| Luga-Saint-Pétersbourg              | 1er juin      | René Millot      | Perfecta               | Résumé    |
| Paris-Berlin                        | 27-29 juin    | Henri Fournier   | Mors                   | Résumé    |
| Coppa Italia                        | 30 juin       | Guido Adami      | Panhard & Levassor     | Résumé    |
| Piombino-Grosseto                   | 24 août       | Felice Nazzaro   | Fiat                   | Résumé    |
| Meeting d'Ostende                   | 1er septembre | Pierre de Caters | Mors                   | Résumé    |

## 1902
| Évènement              | Date         | Pilote vainqueur | Constructeur vainqueur | Résultats |
| ---------------------- | ------------ | ---------------- | ---------------------- | --------- |
| Circuit du Nord        | 15-16 mai    | Maurice Farman   | Panhard & Levassor     | Résumé    |
| * Coupe Gordon Bennett | 26-28 juin   | Selwyn Edge      | Napier                 | Résumé    |
| Paris - Vienne         | 26-28 juin   | Marcel Renault   | Renault                | Résumé    |
| Circuit des Ardennes   | 31 juillet   | Charles Jarrott  | Panhard & Levassor     | Résumé    |
| Circuit de Francfort   | 31 août      | Wilhelm Werner   | Daimler Mercédès       | Résumé    |
| Critérium de Provence  | 14 septembre | Paul Chauchard   | Panhard & Levassor     | Résumé    |

(* section neutralisée)

## 1903
| Évènement              | Date       | Pilote vainqueur  | Constructeur vainqueur | Résultats |
| ---------------------- | ---------- | ----------------- | ---------------------- | --------- |
| Paris-Madrid*          | 24 mai     | Fernand Gabriel   | Mors                   | Résumé    |
| Circuit des Ardennes   | 22 juin    | Pierre de Crawhez | Panhard & Levassor     | Résumé    |
| Coupe Rochet-Schneider | 25 juin    | Willy Pöge        | Mercédès               | Résumé    |
| Coupe Gordon Bennett   | 2 juillet  | Camille Jenatzy   | Mercédès               | Résumé    |
| Circuit de Francfort   | 30 août    | Willy Pöge        | Mercédès               | Résumé    |
| Course de Westend      | 18 octobre | Willy Pöge        | Mercédès               | Résumé    |

(* stoppée à Bordeaux)

## 1904
| Évènement                                           | Date                  | Pilote vainqueur | Constructeur vainqueur | Résultats |
| --------------------------------------------------- | --------------------- | ---------------- | ---------------------- | --------- |
| Éliminatoires anglaises de la Coupe internationale  | 10 et 11 mai          | Selwyn Edge      | Napier                 | Résumé    |
| Éliminatoires françaises de la Coupe internationale | 20 mai                | Léon Théry       | Richard-Brasier        | Résumé    |
| Coupe Gordon Bennett                                | 17 juin               | Léon Théry       | Richard-Brasier        | Résumé    |
| Circuit de Francfort                                | 19 juin               | Willy Pöge       | Mercédès               | Résumé    |
| Circuit des Ardennes                                | 25 juillet            | George Heath     | Panhard & Levassor     | Résumé    |
| Coppa Brescia                                       | 5 septembre           | Vincenzo Lancia  | Fiat                   | Résumé    |
| Coupe Vanderbilt                                    | 8 octobre             | George Heath     | Panhard & Levassor     | Résumé    |
| Course de Bahrenfeld                                | 23 octobre            | Victor Hémery    | Opel-Darracq           | Résumé    |
| Delhi-Bombay,                                       | 26 décembre-2 janvier | Marc Sorel       | De Dietrich            | Résumé    |

## 1905
| Évènement                                                  | Date         | Pilote vainqueur         | Constructeur vainqueur | Résultats |
| ---------------------------------------------------------- | ------------ | ------------------------ | ---------------------- | --------- |
| Course cubaine (Arroya Arenas-San Cristobel-Arroya Arenas) | 15 février   | Ernesto Carricaburu      | Mercédès               | Résumé    |
| Sydney-Melbourne,                                          | 21 février   | H. L. Stevens            | Darracq                | Résumé    |
| Vienne-Varsovie-Vienne,                                    | 17-20 mai    | Dr Arnold Hildesheimer   | Mercédès               | Résumé    |
| Éliminatoires anglaises de la Coupe internationale         | 30 mai       | Clifford Earp            | Napier                 | Résumé    |
| Éliminatoires françaises de la Coupe internationale        | 16 juin      | Léon Théry               | Richard-Brasier        | Résumé    |
| Coupe Gordon Bennett                                       | 5 juillet    | Léon Théry               | Richard-Brasier        | Résumé    |
| Circuit des Ardennes                                       | 7 août       | Victor Hémery            | Darracq                | Résumé    |
| Course Herkomer (de),                                      | 11-16 août   | Edgar Ladenburg          | Mercédès               | Résumé    |
| Coupe des Pyrénées                                         | 20-27 août   | Marc Sorel               | De Dietrich            | Résumé    |
| Circuit de Francfort                                       | 27 août      | Fritz Opel               | Opel                   | Résumé    |
| Course de Bahrenfeld                                       | 3 septembre  | Henri Jeannin            | Argus                  | Résumé    |
| Coppa Florio                                               | 9 septembre  | Giovanni Battista Raggio | Itala                  | Résumé    |
| Île de Man Tourist Trophy                                  | 15 septembre | John Napier              | Arrol-Johnston         | Résumé    |
| Phase éliminatoire de la coupe Vanderbilt                  | 23 septembre | Albert Dingley           | Pope-Toledo (en)       | Résumé    |
| Coupe Vanderbilt                                           | 14 octobre   | Victor Hémery            | Darracq                | Résumé    |

Seule année où les coupes Bennett et Vanderbilt sont simultanément organisées avec leurs trois éliminatoires, sur deux continents. Cette année-là encore, l'Association américaine des automobilistes (qui a refusé d'adhérer à l'AIACR l'année précédente) organise le premier championnat automobile américain. Treize autres courses, dont onze comptant pour le classement final, sont donc également proposées aux États-Unis.

## Remarques

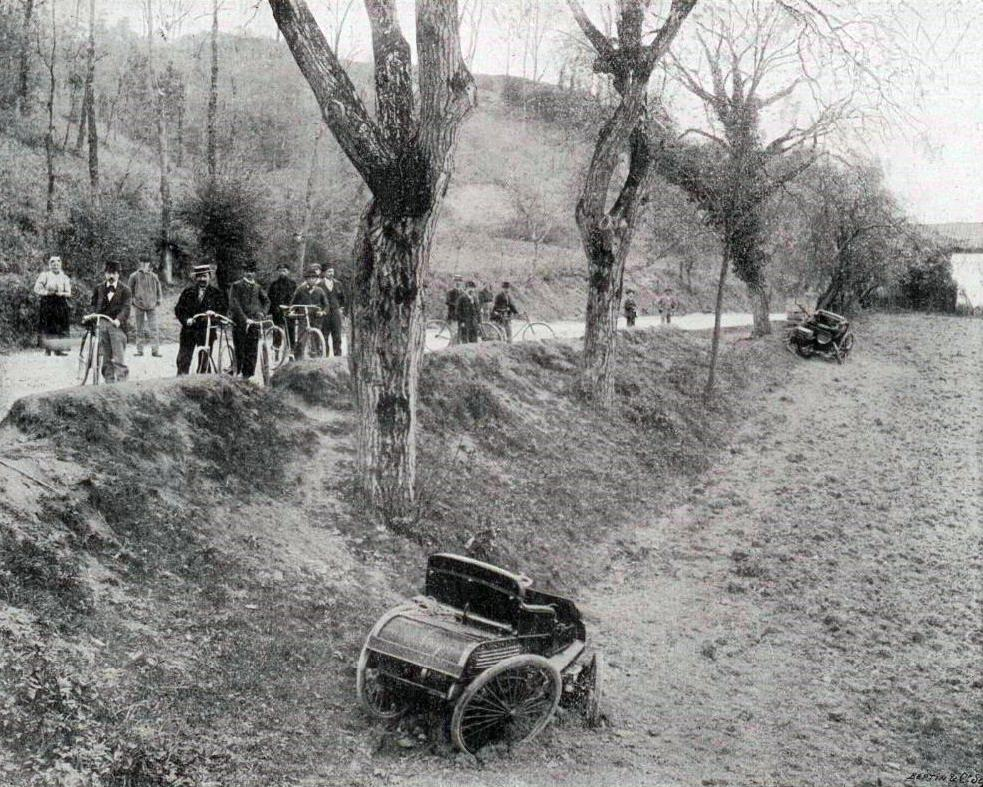
L'accident mortel du marquis de Montaignac à la Course de Périgueux (1er mai 1898).

- Sur 141 compétitions sur route recensées ici, le nom de Panhard revient à 33 reprises, soit près du quart des épreuves remportées qui couvrent une douzaine d'années. 66 des courses citées empruntent le solfrançais. Panhard remporte aussi 11 courses de côte de 1899 à 1903[53] (puis quatre autres : en 1906 avec Charles Rolls, en 1909 et 2 au début des années 1920 avec Victor Rigal). Peugeot s'impose 16 fois (plus d'une course sur 10), et Daimler/Benz/Mercedes 18.
- Alphonse Eldin, ingénieur, est le seul concessionnaire pour la firme Peugeot, les moteurs Charron et les tracteurs Maurice Le Blant, installé à Lyon en 1897.
- Le marquis de Montaignac trouve la mort lors de la Course de Périgueux le 1er mai 1898[54].
- Petr Belayev est ainsi le premier vainqueur sur trois ou quatre roues motorisées d'une course en Russie.
- Henri Barbereau est carrossier à Bordeaux, associé à Bergeon pour diffuser sur la région les marques Serpollet, de Dietrich et Renault; la société Barbereau-Bergeon fabriquant même quelques voitures en nom propre; celles concurrentes lors des Bordeaux-Biarritz 1898 et Bordeaux-Périgueux-Bordeaux 1899 ressemblent en fait à des De Dietrich.
- Émile Laporte est un ingénieur français administrateur par procuration de Orio & Marchand, compagnie des frères Léonce et Paul Marchand eux aussi français -dont Laporte était le procurateur-, mais localisée à Plaisance en Italie (Bartolomeo Orio en étant le Directeur officiel). Les frères Marchand s'étaient initialement installés à Plaisance pour exploiter le gisement pétrolifère de Montechino.
- Henri de Farconnet est, premier vainqueur d'une course sur Turcat-Méry, le propriétaire et dirigeant des Raffineries de Soufre du Midi près du canal du Midi à Béziers, entremetteur de la rencontre entre Léon Turcat et Emil Jellinek, puis l'un des fondateurs de l'Automobile Club de France.
- Jean Deydier est alors le futur président de l'Automobile Club du Rhône, ainsi que futur propriétaire avec son frère de plusieurs voitures Bugatti.
- Madame Michel Ollion est la première femme passant la ligne d'arrivée d'une compétition automobile dans le véhicule vainqueur d'une épreuve.
- René Millot est importateur de la marque Darracq et des cycles Perfecta à Saint-Pétersbourg (à ne pas confondre avec les frères Joseph et Benoit Millot, alors fabricants de moteurs agricoles).
- L'estonien Samuel "Samo" Suurmets remporte à 4 reprises la Coupe de l'Union-cycliste de Saint-Pétersbourg (Saint-Pétersbourg-Strel'na-Saint-Pétersbourg), entre décembre 1900 et octobre 1902 sur des véhicules français d'Adolphe Clément-Bayard (2), puis de Georges Richard (2)[55].
- Le Dr Arnold Hildesheimer est un ingénieur chimiste à Hambourg, neveu d'Azriel Hildesheimer et père de Wolfgang Hildesheimer.

## Illustrations d'autres courses citées

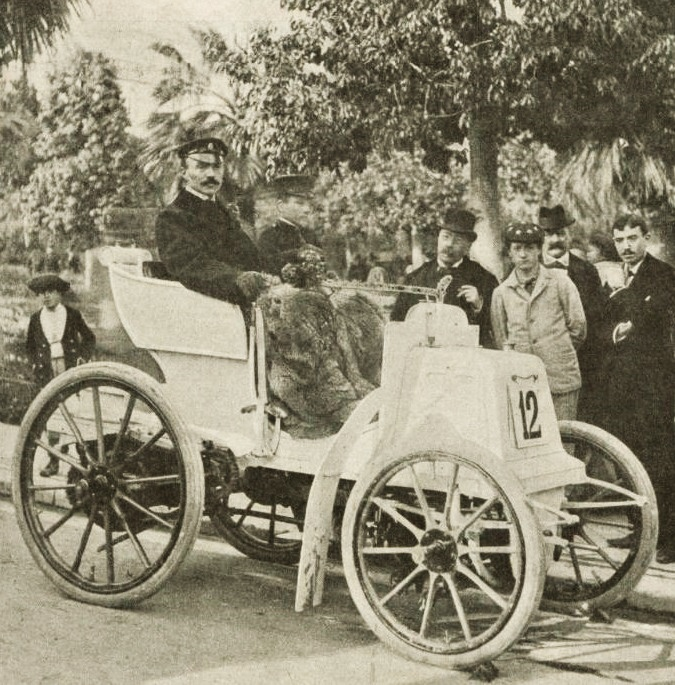
Fernand Charron vainqueur de Marseille-Hyères-Nice 1898 (mécanicien Knowles).
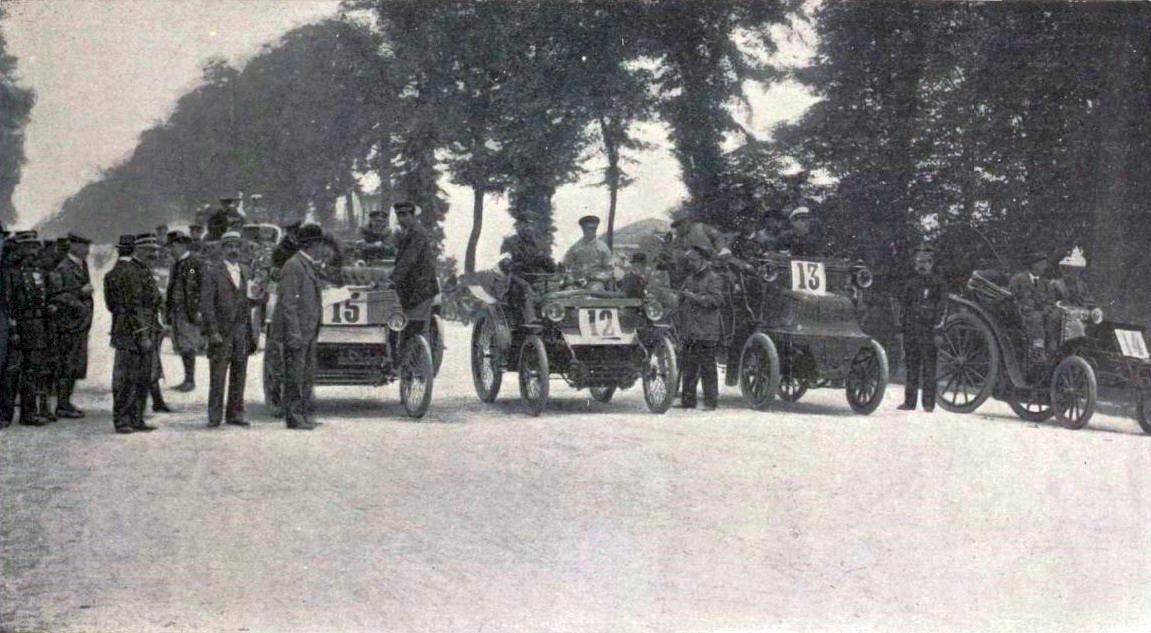
Départ de la course de Périgueux (Bordeaux-Périgueux), en 1898.
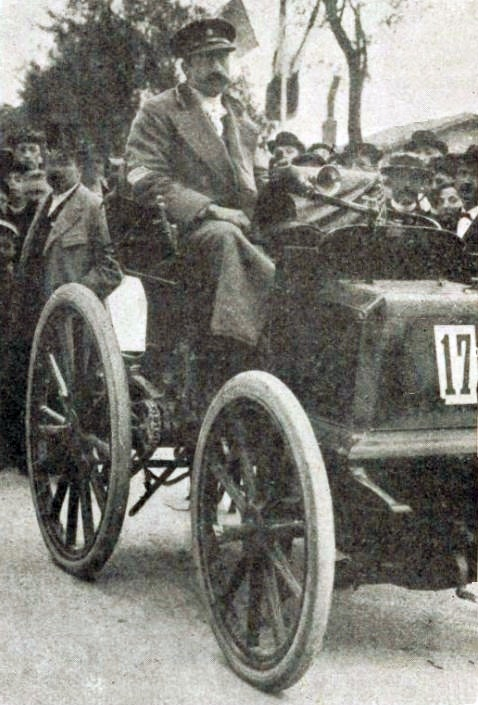
Gustave Leys vainqueur de Périgueux-Mussidan en 1898 sur Panhard 6 hp.
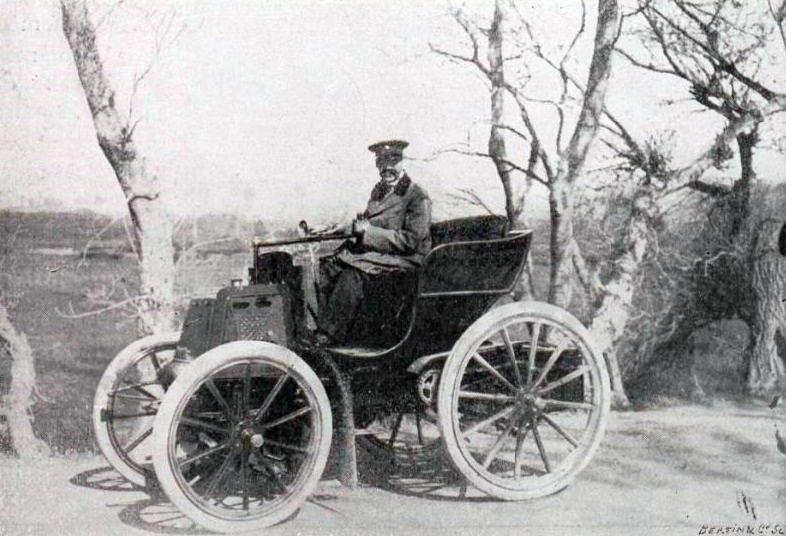
Gustave Leys peu avant le départ.
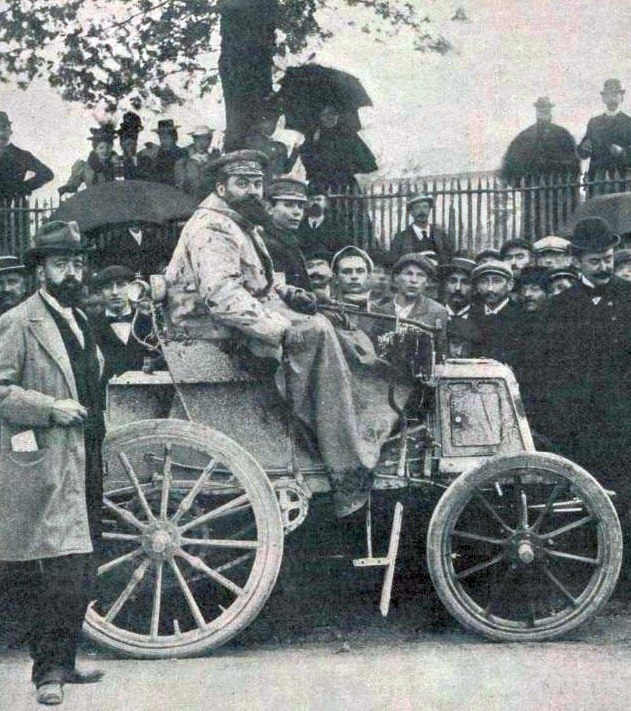
René de Knyff, vainqueur du Critérium des Entraîneurs 1898 sur Panhard 6 hp (à Bordeaux).
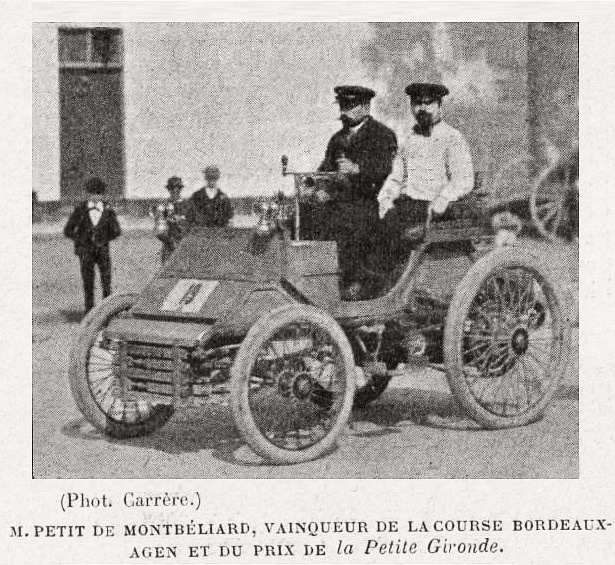
Henri Petit (de Montbéliard), vainqueur de Bordeaux-Agen 1898 sur Peugeot.
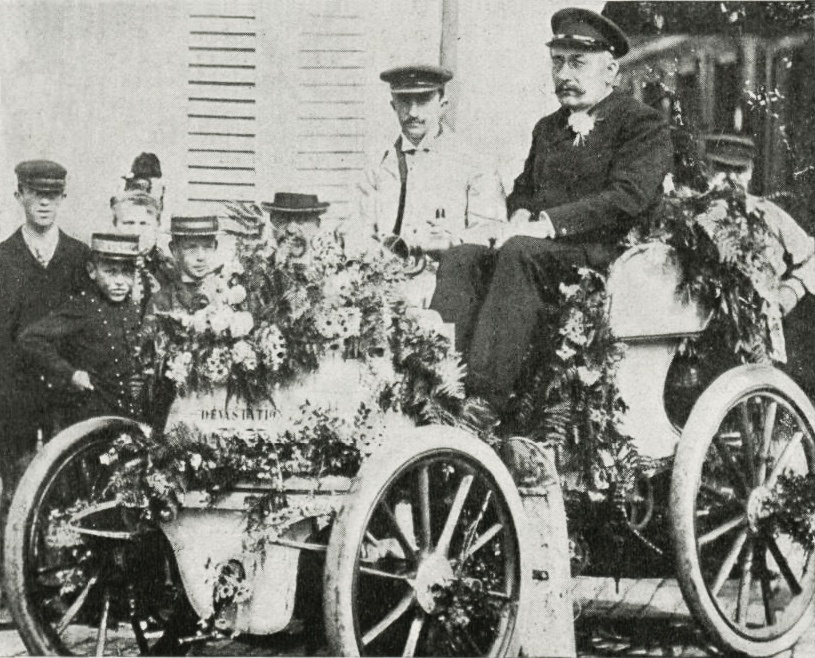
Pierre de Crawhez, vainqueur de Bruxelles-Spa en 1898.
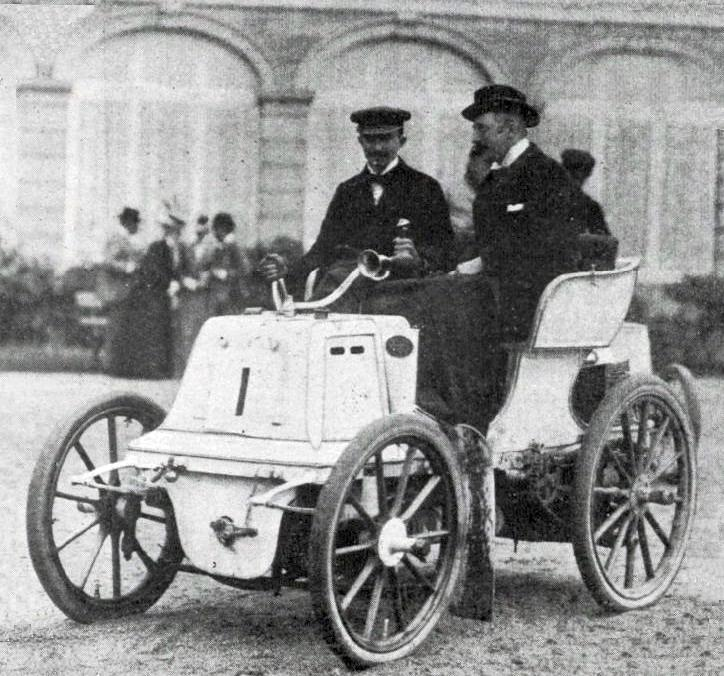
Le même avant le départ, sur Panhard duc à deux places.
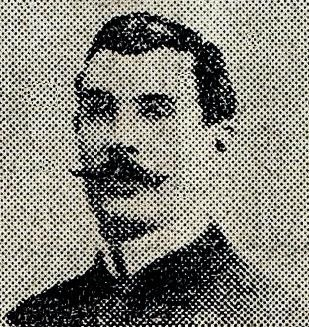
René Loysel, architecte du salon du Grand Palais à Paris, vainqueur de Bordeaux-Biarritz en 1898 sur Bollée, et membre de la Commission sportive de l'ACF au milieu des années 1900.
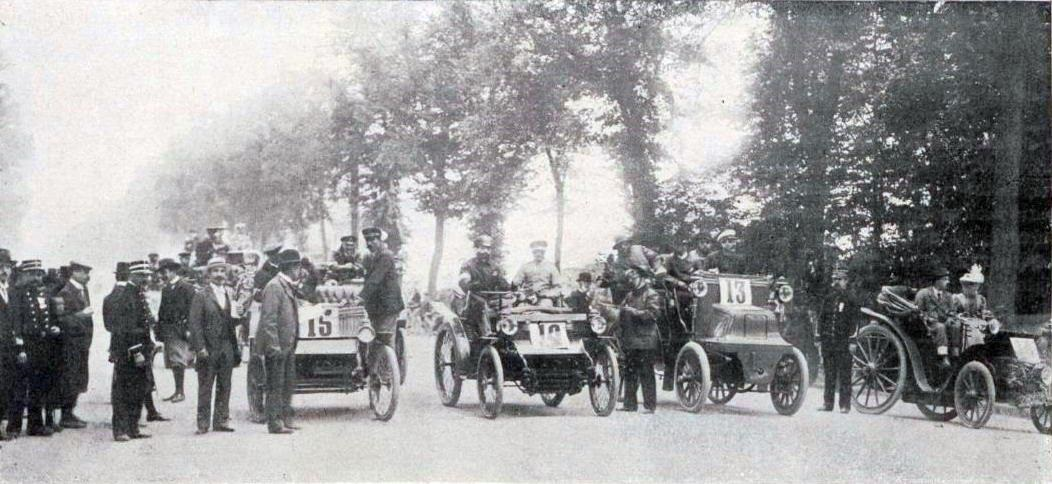
Bordeaux-Périgueux-Bordeaux en 1899, le départ.
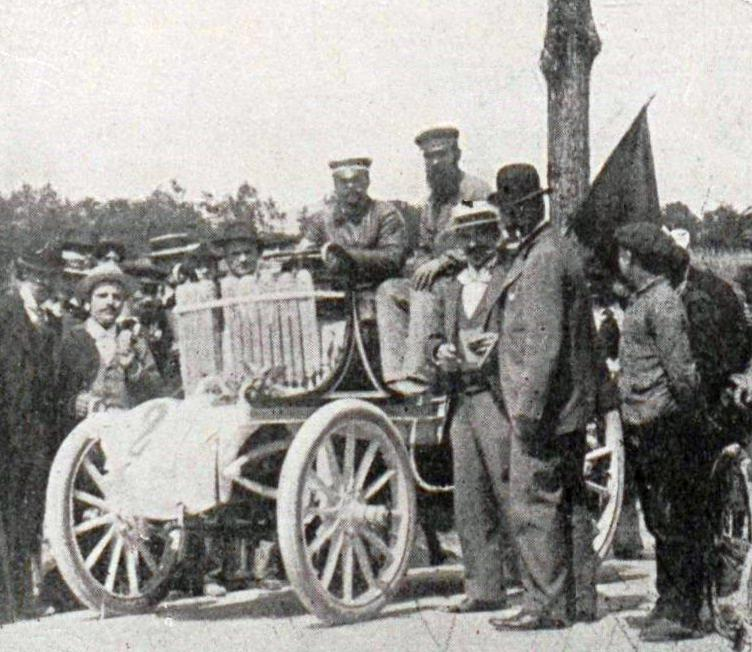
Henri Barbereau, vainqueur de Bordeaux-Périgueux-Bordeaux 1899 sur Bollée.
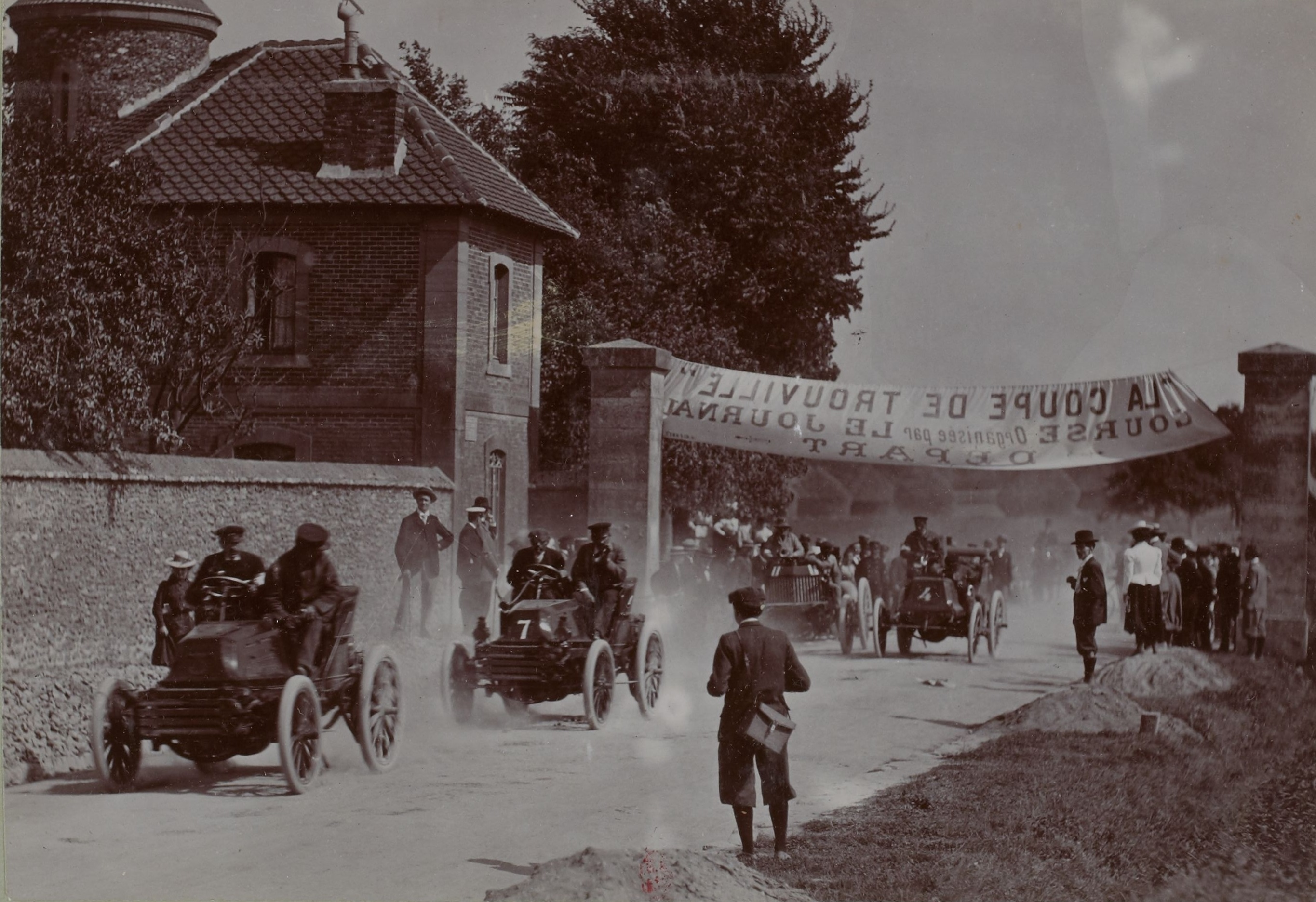
Antony futur vainqueur en tête devant A. Levegh, au départ du Paris-Trouville 1899.
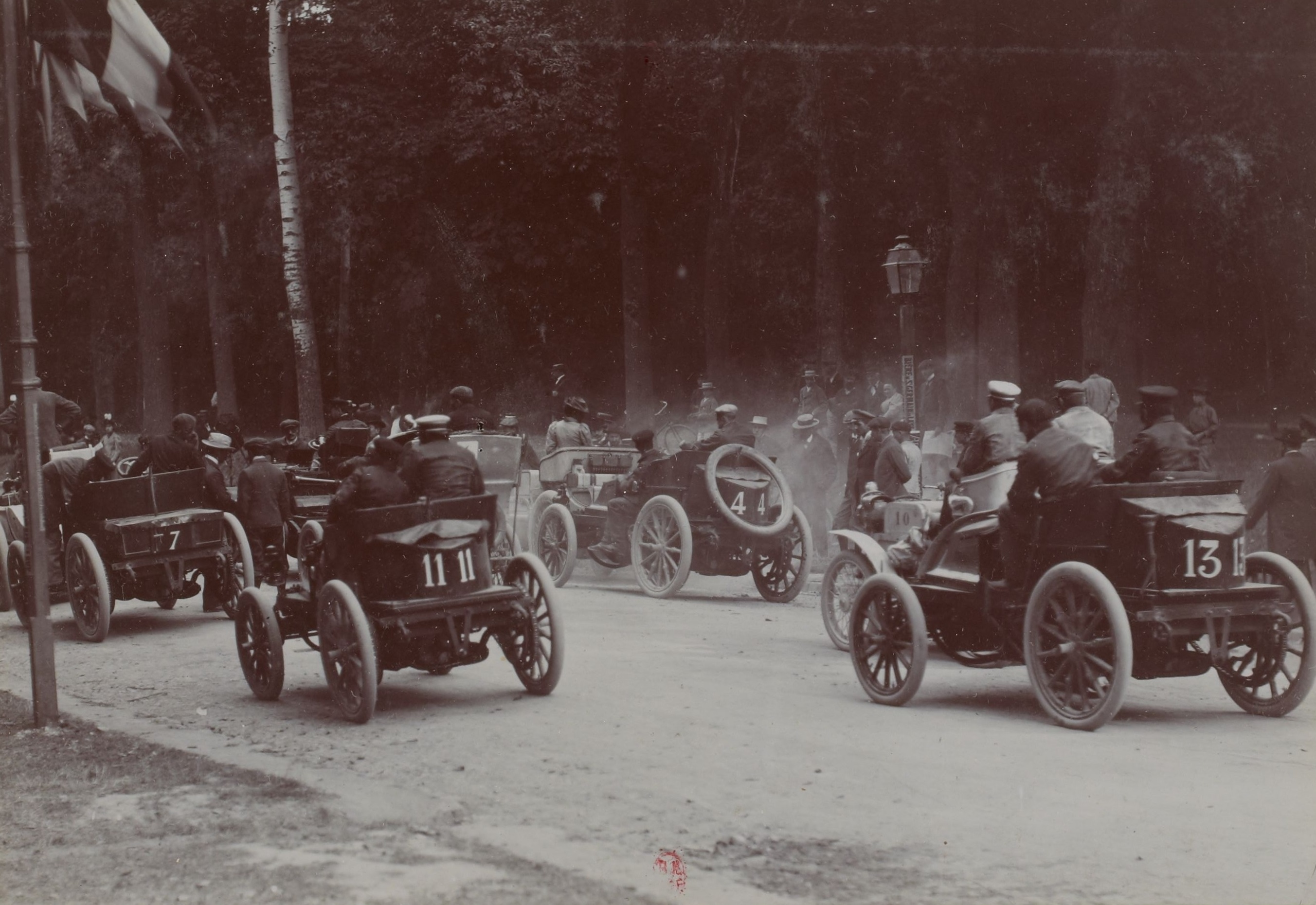
Départ de Paris-Ostende, le 1er septembre 1899 (no 7 Alfred Levegh le futur vainqueur, no 4 F. Charron).
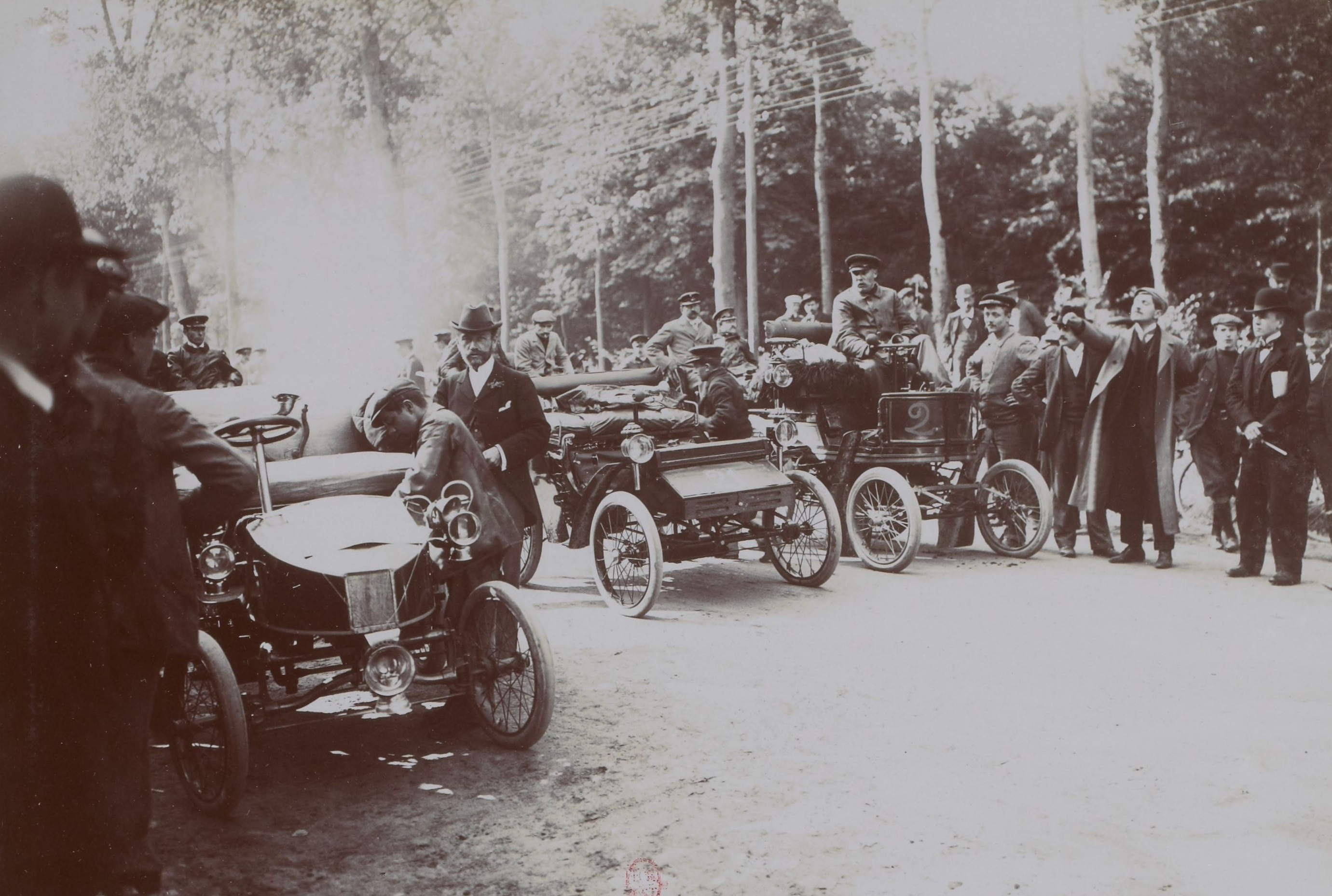
Départ de Paris - Boulogne-sur-Mer, le 17 septembre 1899 (no 2 Pinson).
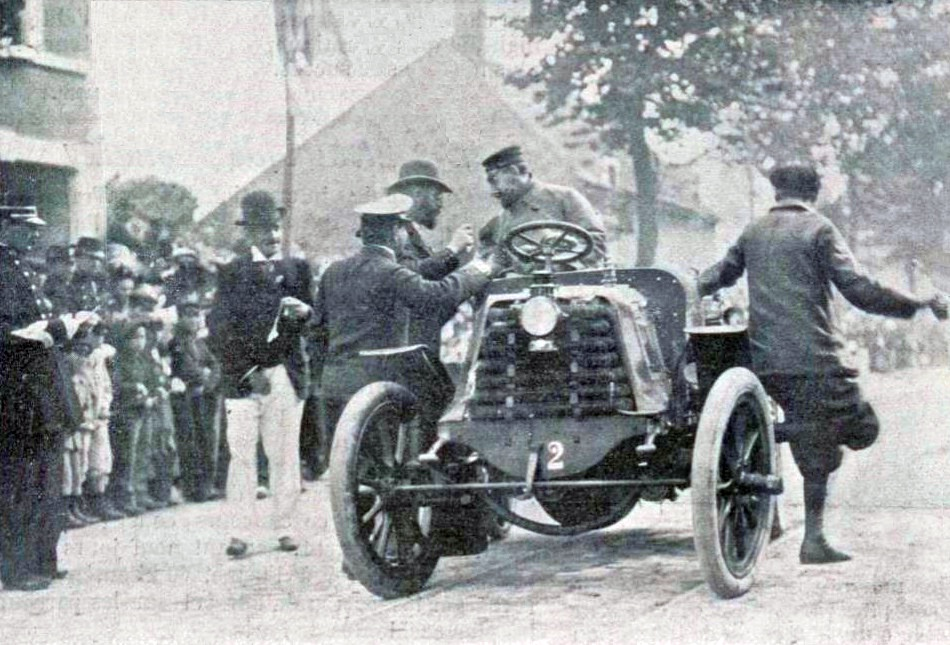
Léonce Girardot, vainqueur de Paris-Boulogne-sur-Mer 1899.
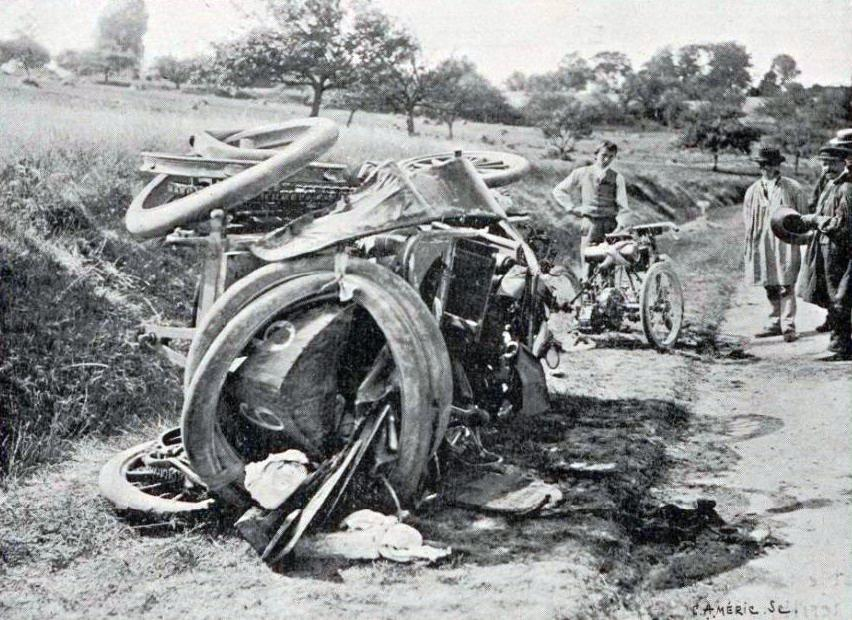
Paris-Saint-Malo 1899, l'accident de Broc sur Mors à Mortagne.
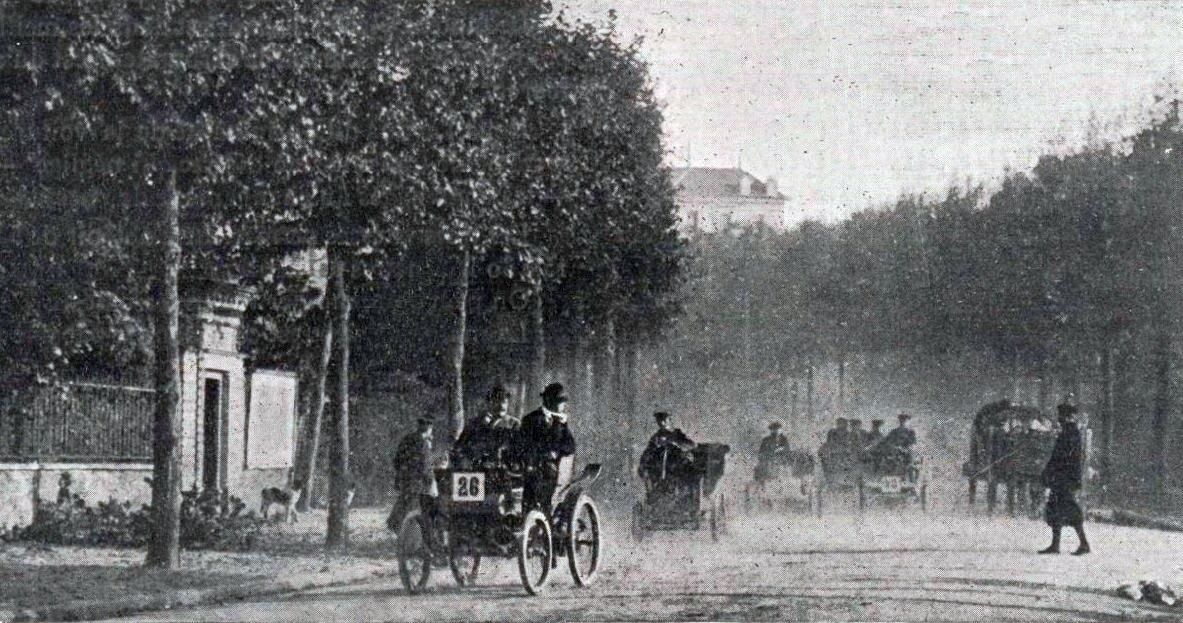
Départ de Paris-Rambouillet-Paris 1899, à la côte de Suresne.
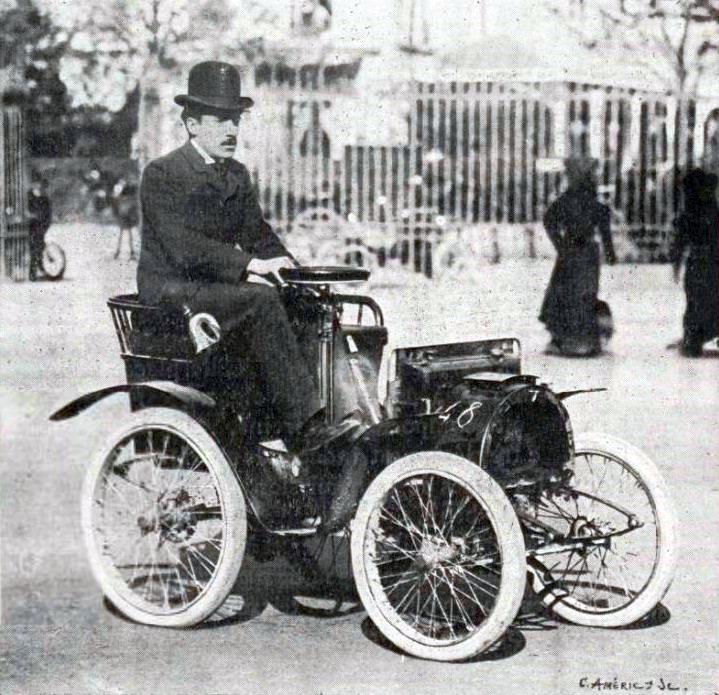
Louis Renault victorieux de Paris-Rambouillet-Paris 1899 avec sa première voiturette, la Renault Type A.
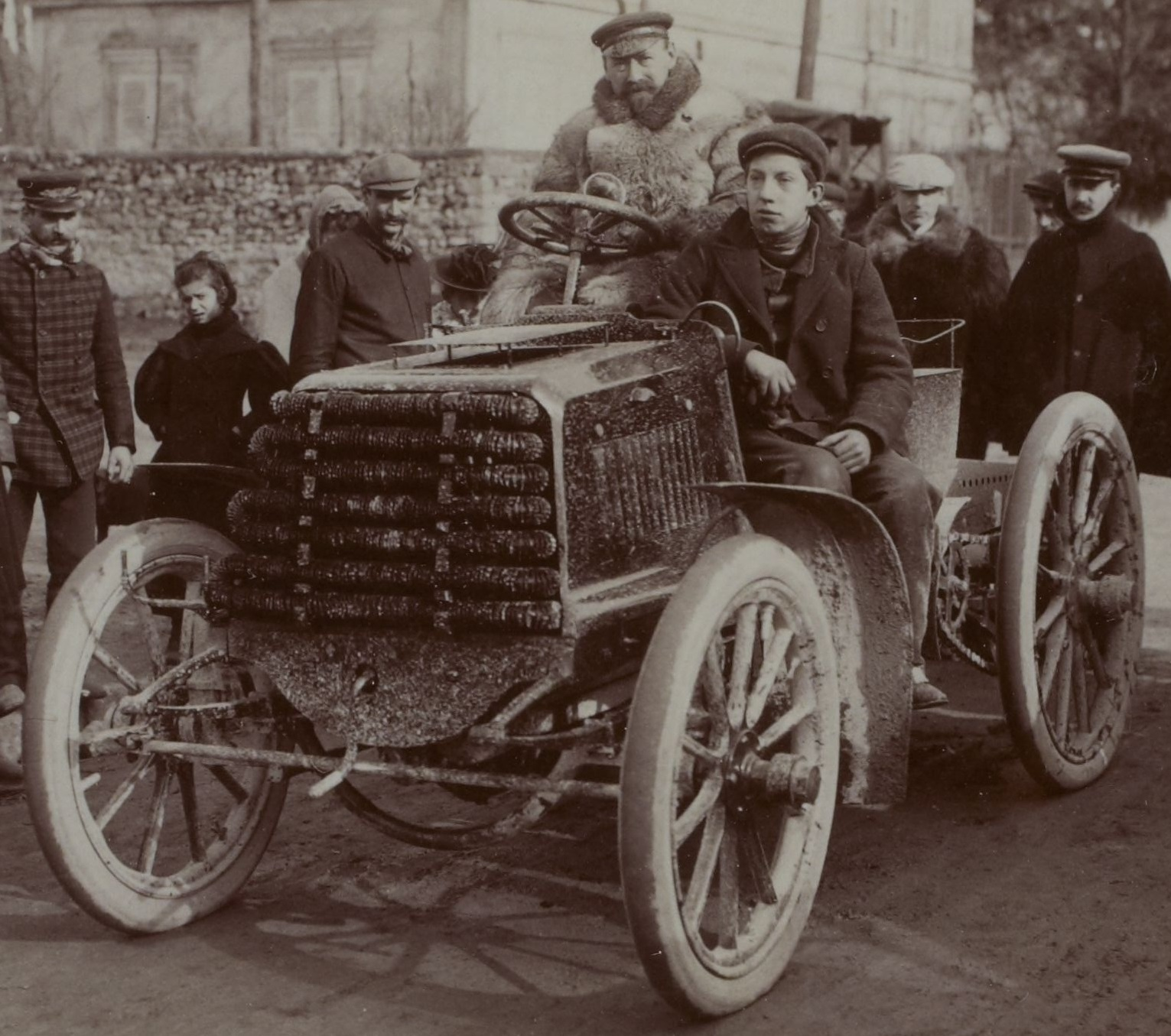
Léonce Girardot vainqueur de la Course du Catalogue, en février 1900.
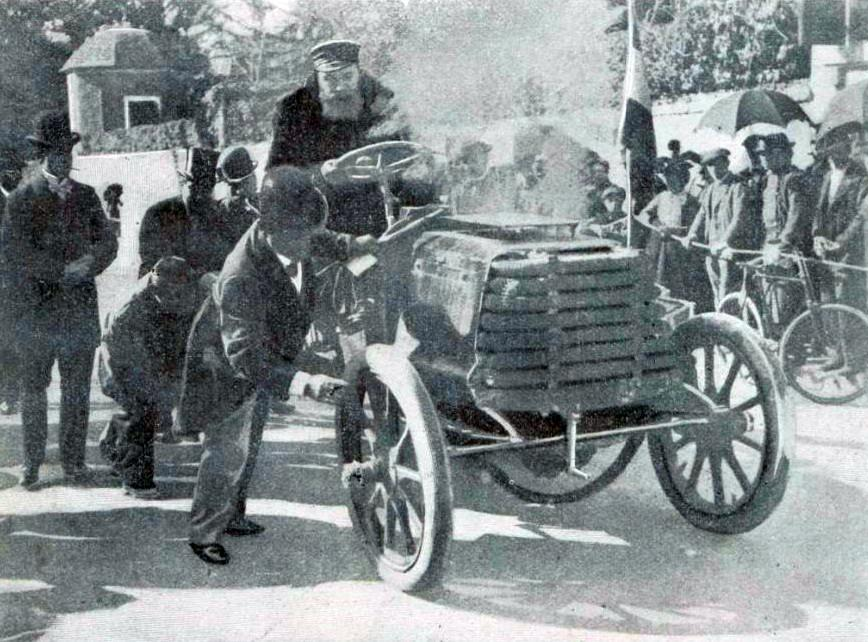
René de Knyff vainqueur du Circuit du Sud-Ouest, en février 1900.
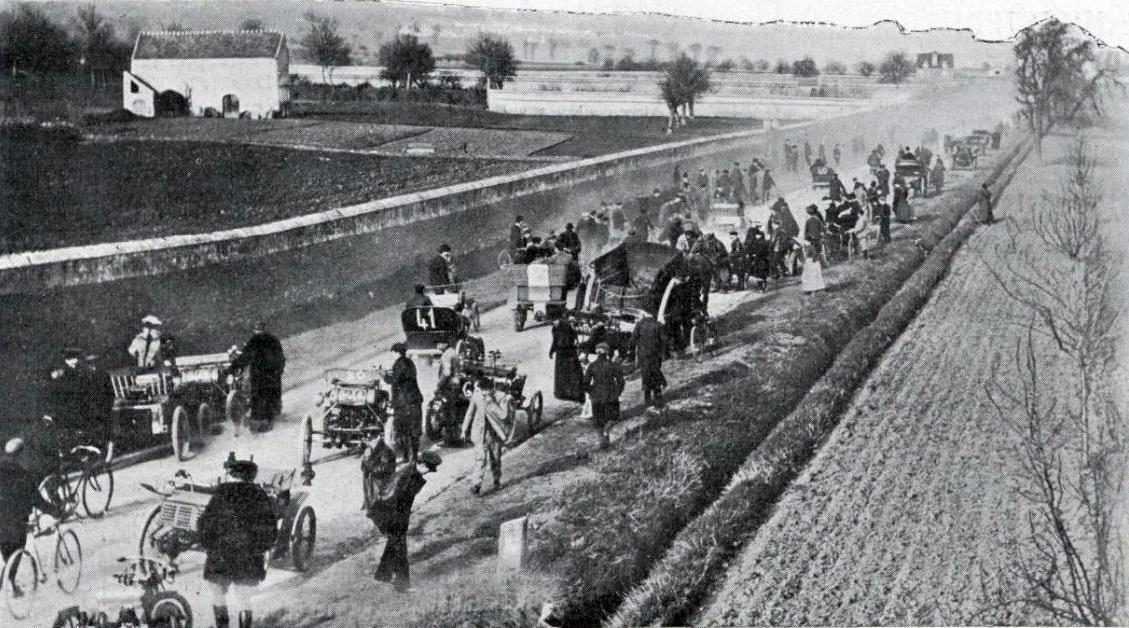
Départ de la Coupe des voiturettes en mars 1900, de Chambourcy.
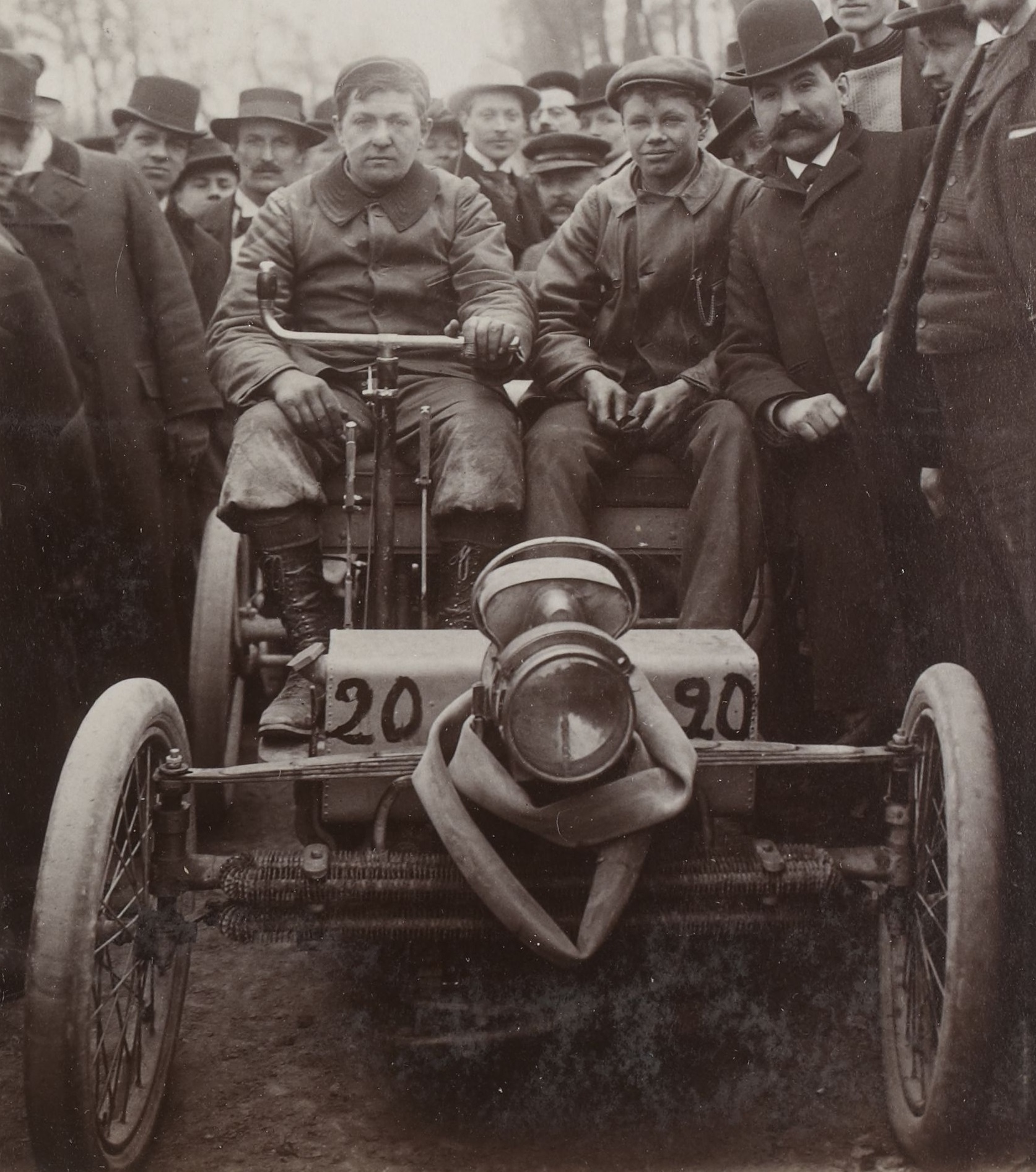
Léon Théry, vainqueur de la Coupe des voiturettes 1900.
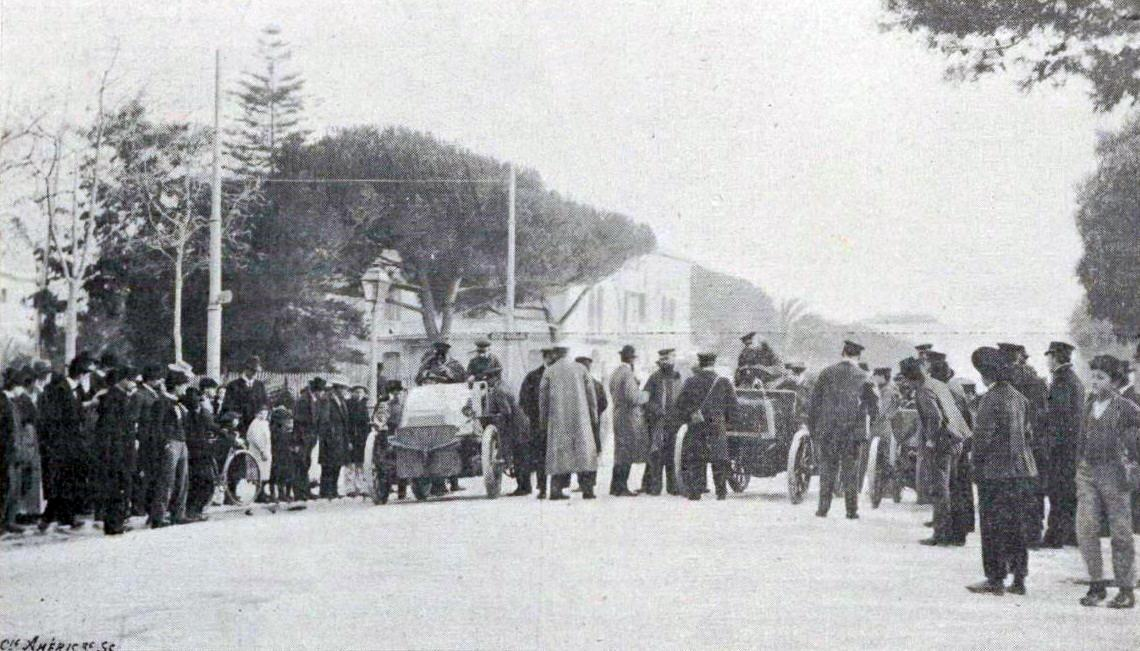
Départ de la Coupe internationale Chauchard de l'A.V.C.N.A, le 4 février 1900 à Nice (3 partants).
Pinson, sur Panhard 16 hp M4I 4,4 L. - victoire à la Coupe-Challenge Chauchard 1900 de l'A.V.C.N.A (3 partants tourisme de l'A.V.C.N.A, ou Coupe de Nice, en prélude à la semaine de Nice de mars).
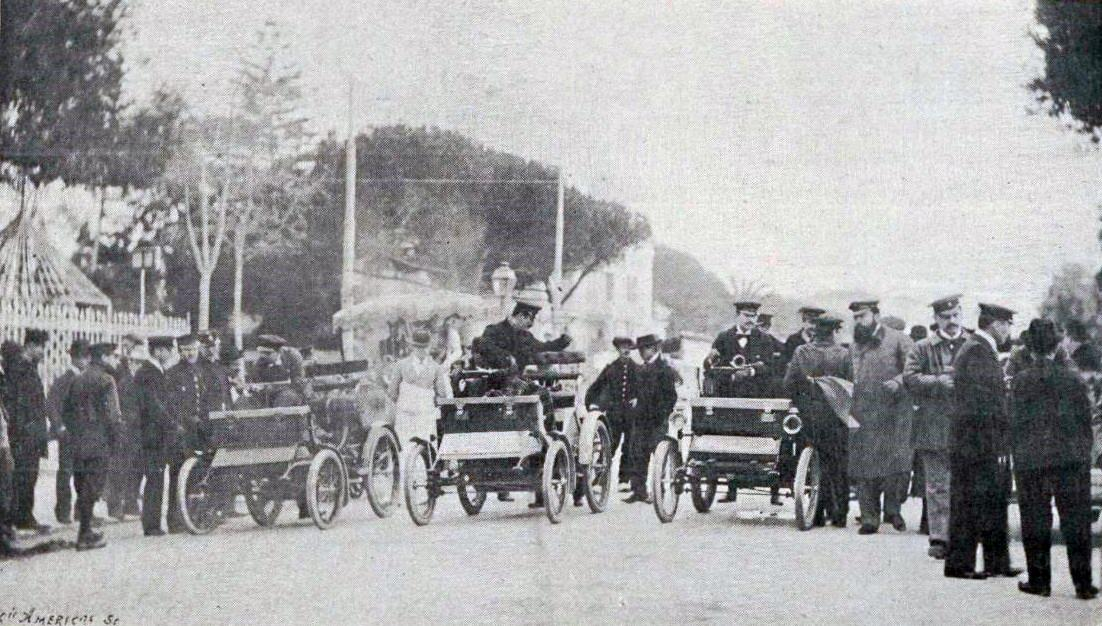
Départ de la Course des voiturettes de l'A.V.C.N.A, aussi le 4 février 1900 à Nice (également 3 partants; vainqueur 'Thiéry' -probablement Léon Théry sur Decauville-, de Ville-d'Avray).
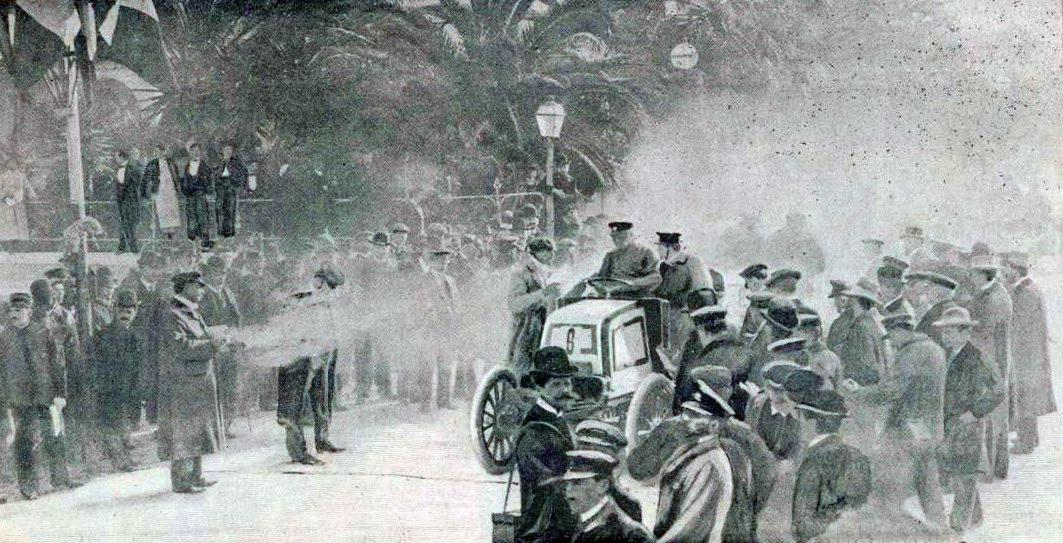
Ligne de départ de Nice-Marseille 1900 en mars, devant le Cercle de la Méditerranée : Emil Jellinek sur Mercedes ici en lice.
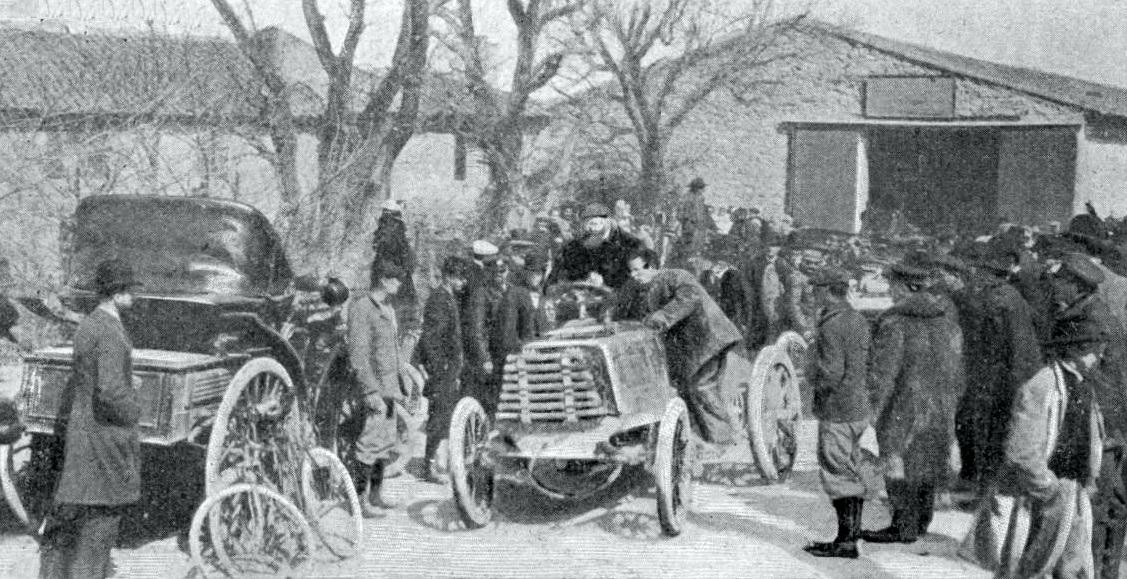
Nice-Marseille 1900, l'arrivée à Marseille de René de Knyff le vainqueur.
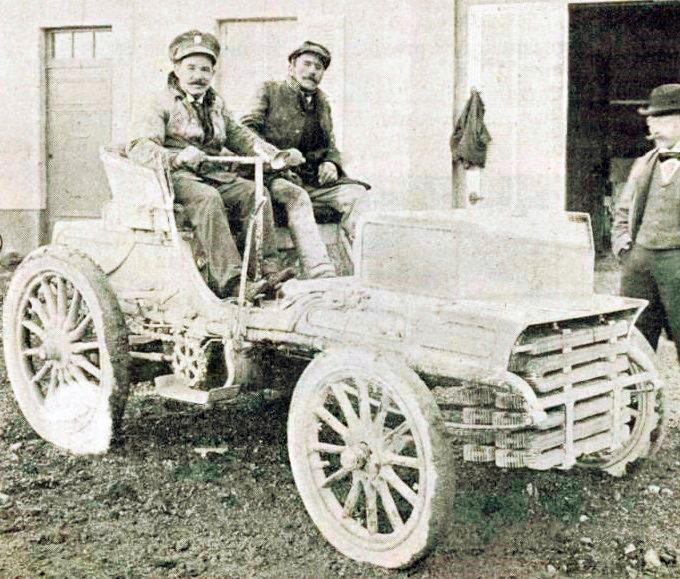
Cuchelet, vainqueur de la Coupe Provinciale du Meeting de Salon, en 1900 sur Peugeot.
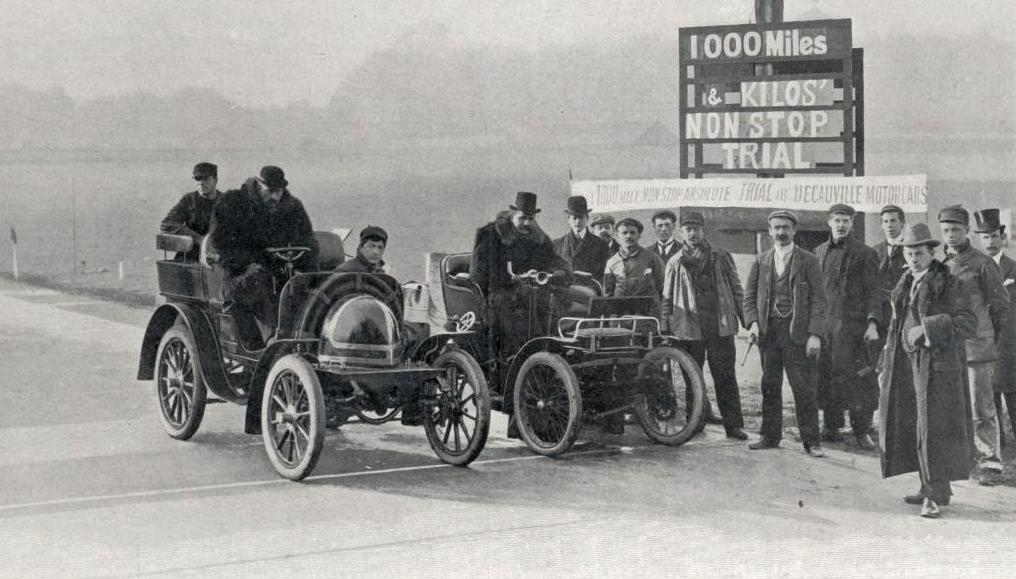
Les deux Decauville au départ des 'One Thousand Miles' de Londres, sur la piste de Crystal-Palace en avril 1900.
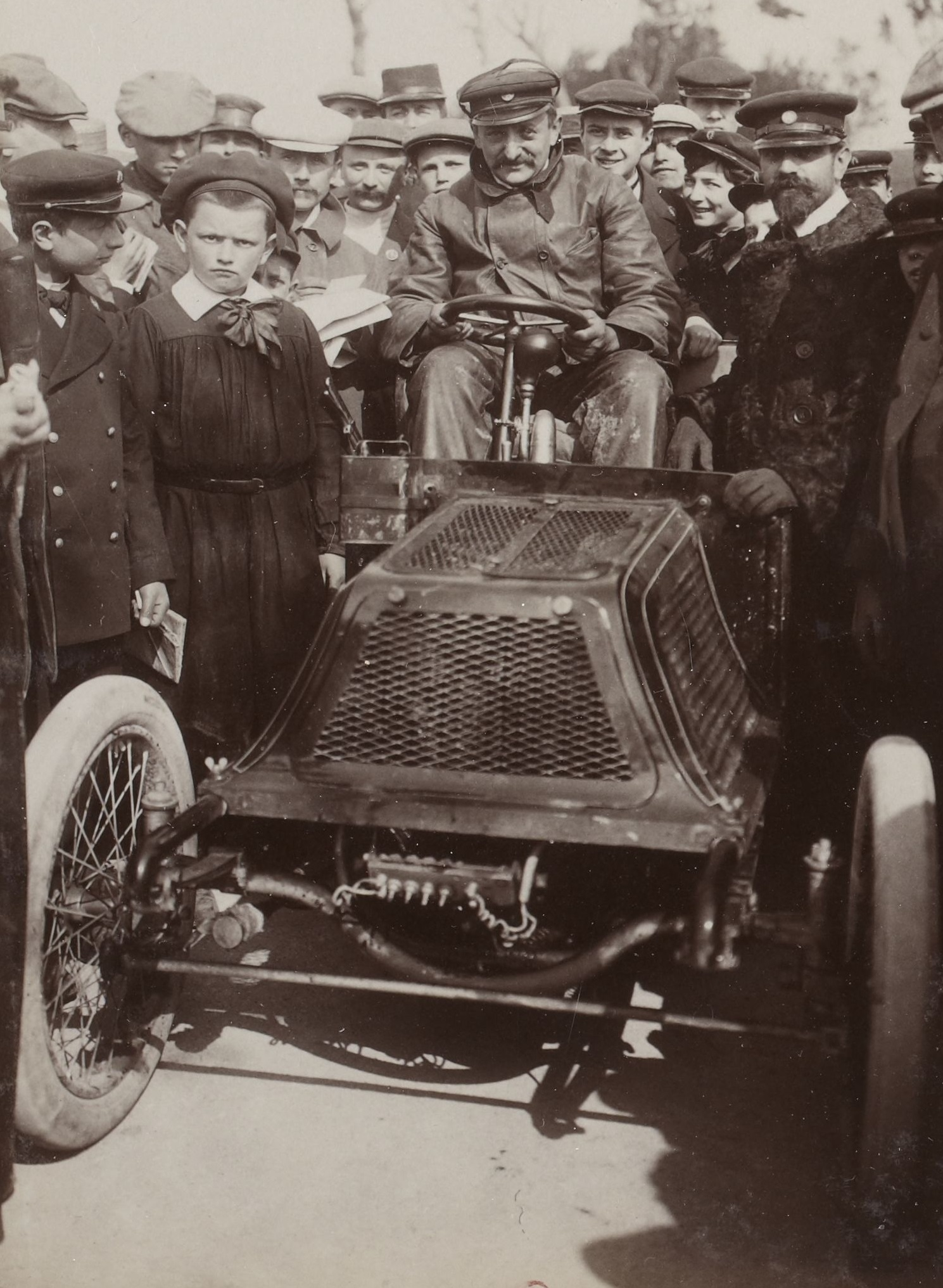
Louis Cottereau vainqueur du Critérium des voiturettes 1900.
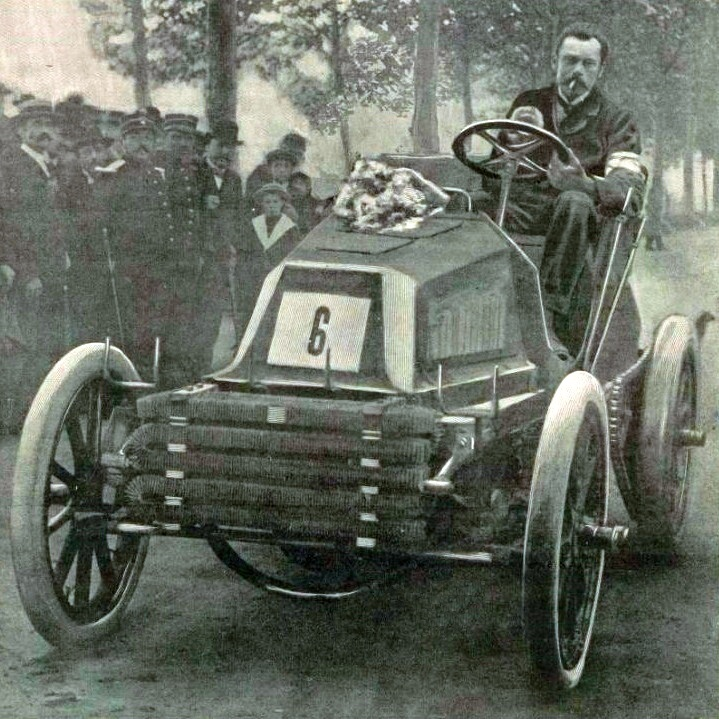
Levegh, vainqueur de Bordeaux-Périgueux-Bordeaux en juin 1900.
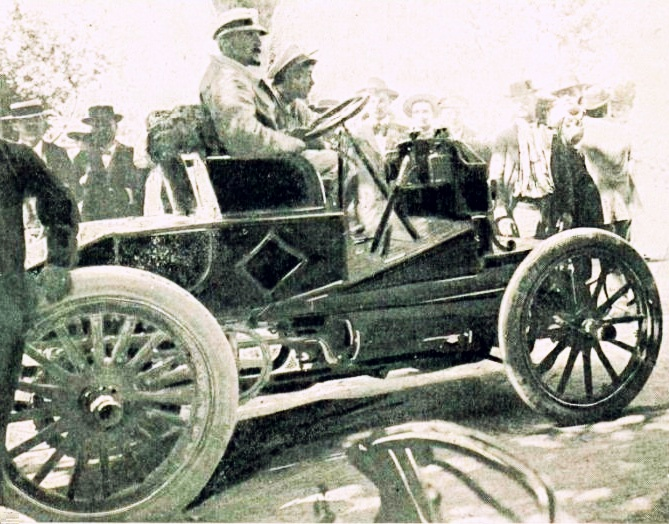
Camille Jenatzy, vainqueur du Critérium de Provence en 1900 sur Bolide 30 hp.
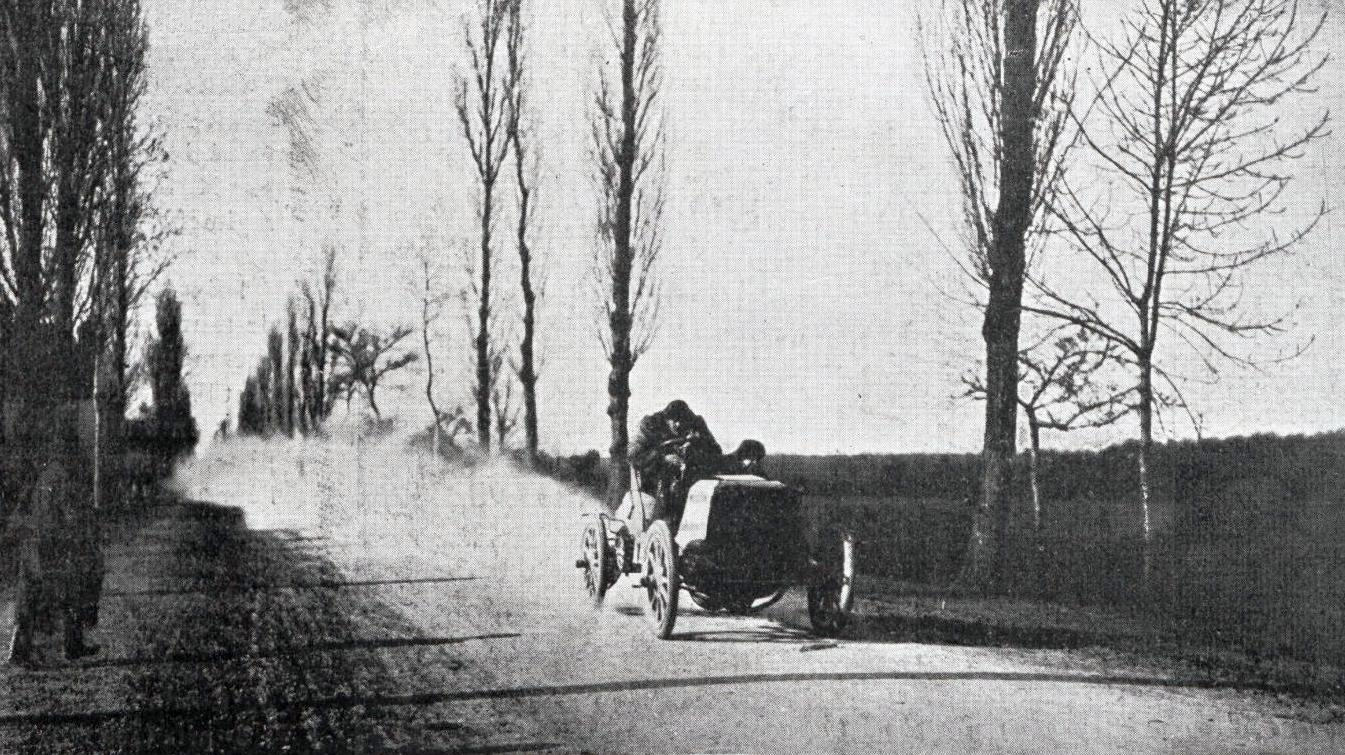
Maurice Farman, vainqueur du Grand Prix du Sud-Ouest 1901.
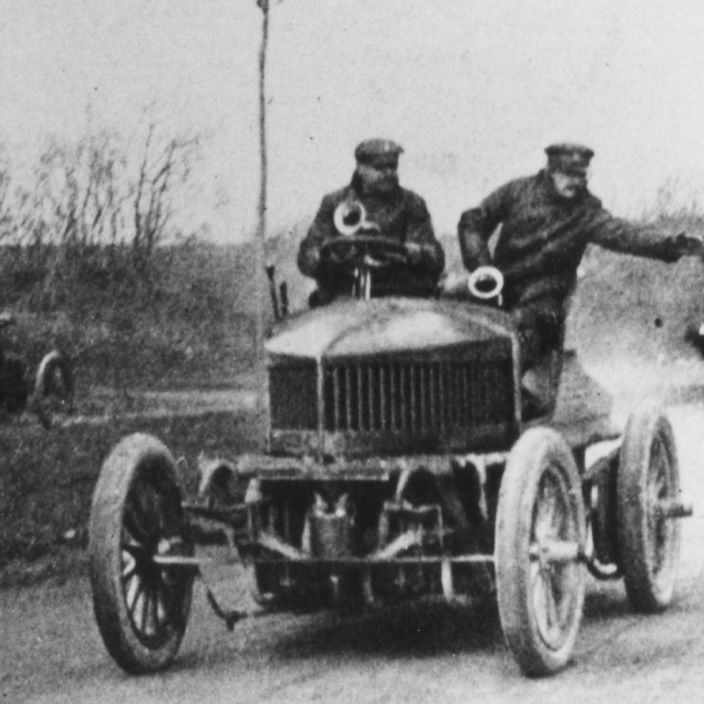
L'Audibert et Lavirotte "torpille", ici première de Lyon-La Verpillère-Lyon en 1901.
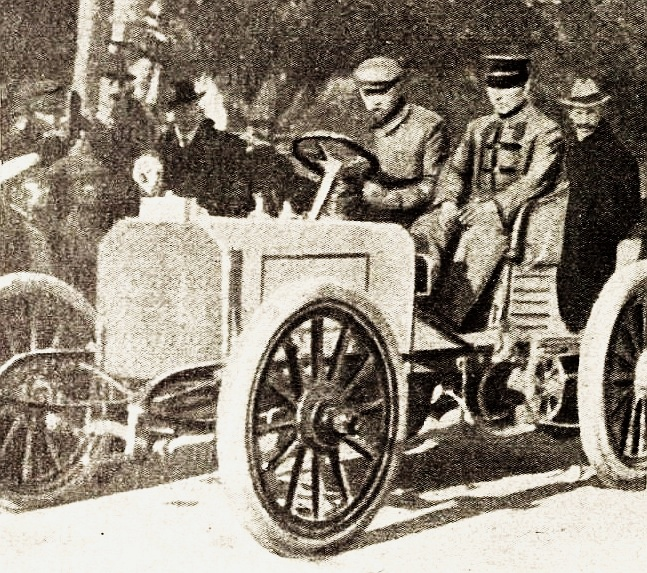
Wilhelm Werner, vainqueur de Nice-Salon-Nice en 1901 sur Mercedes 35 hp (1re victoire non française en France).
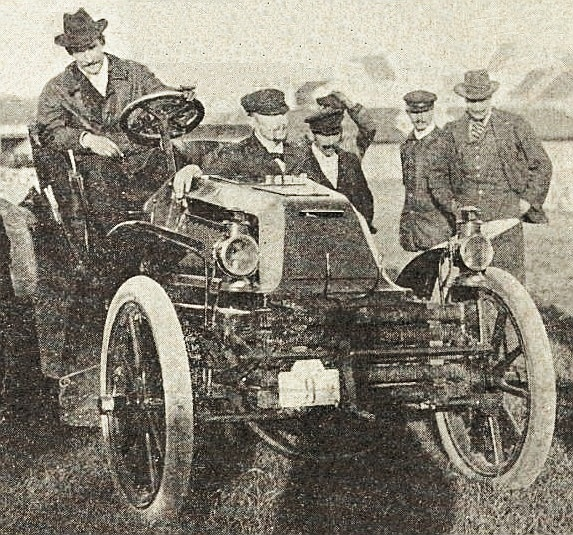
Pierre de Caters, vainqueur du Meeting d'Ostende 1901 sur Mors 24 hp (carrosserie J. Rotschild).
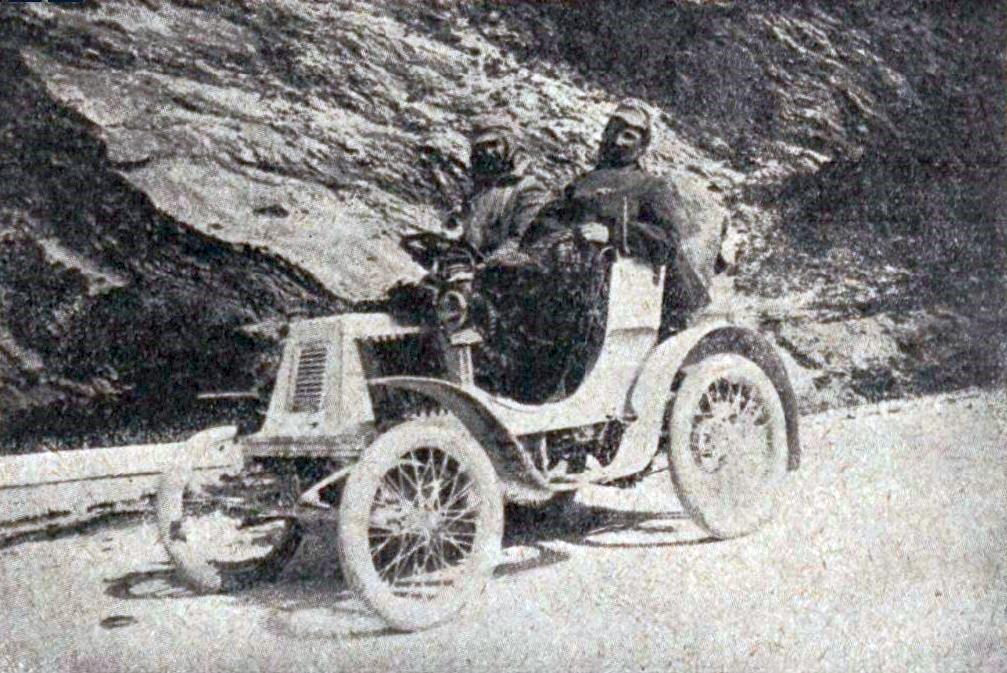
Vincenzo Fraschini sur Renault/Isotta-Fraschini 12 hp ici dans l'Apennin en 1901 pour Piombino-Grosseto.
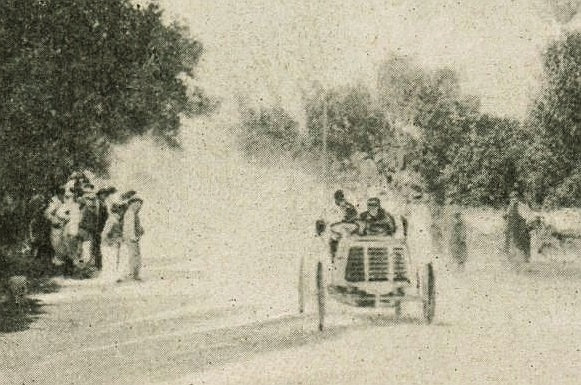
Paul Chauchard vainqueur du Critérium de Provence en septembre 1902, entre Arles et Salon.

## Des évènements et des victoires, ici ciblés

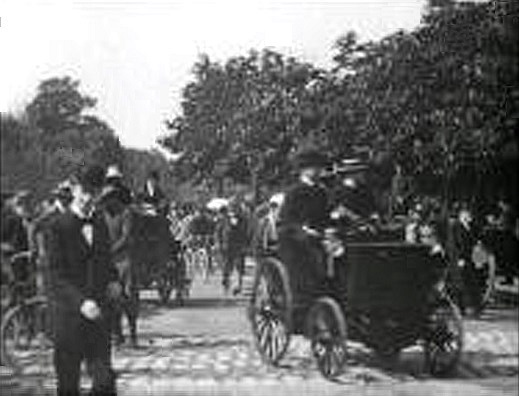
La première excursion automobile organisée, lors d'un Paris-Meulan-en-Yvelines le 14 mai 1896.
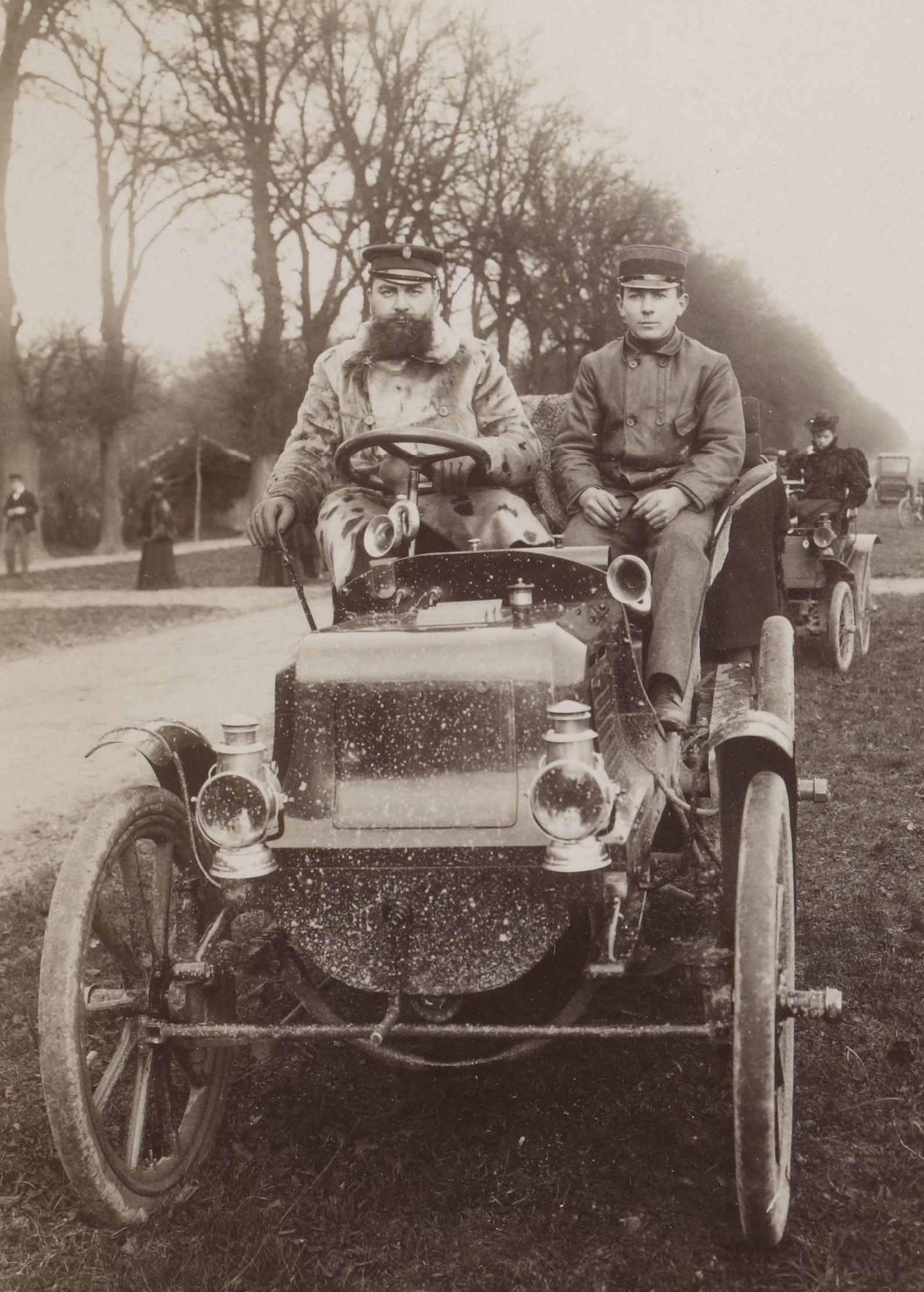
René de Knyff, vainqueur du premier Rallye-Paper du 11 décembre 1898 sur Panhard 6 hp (deuxième Girardot).
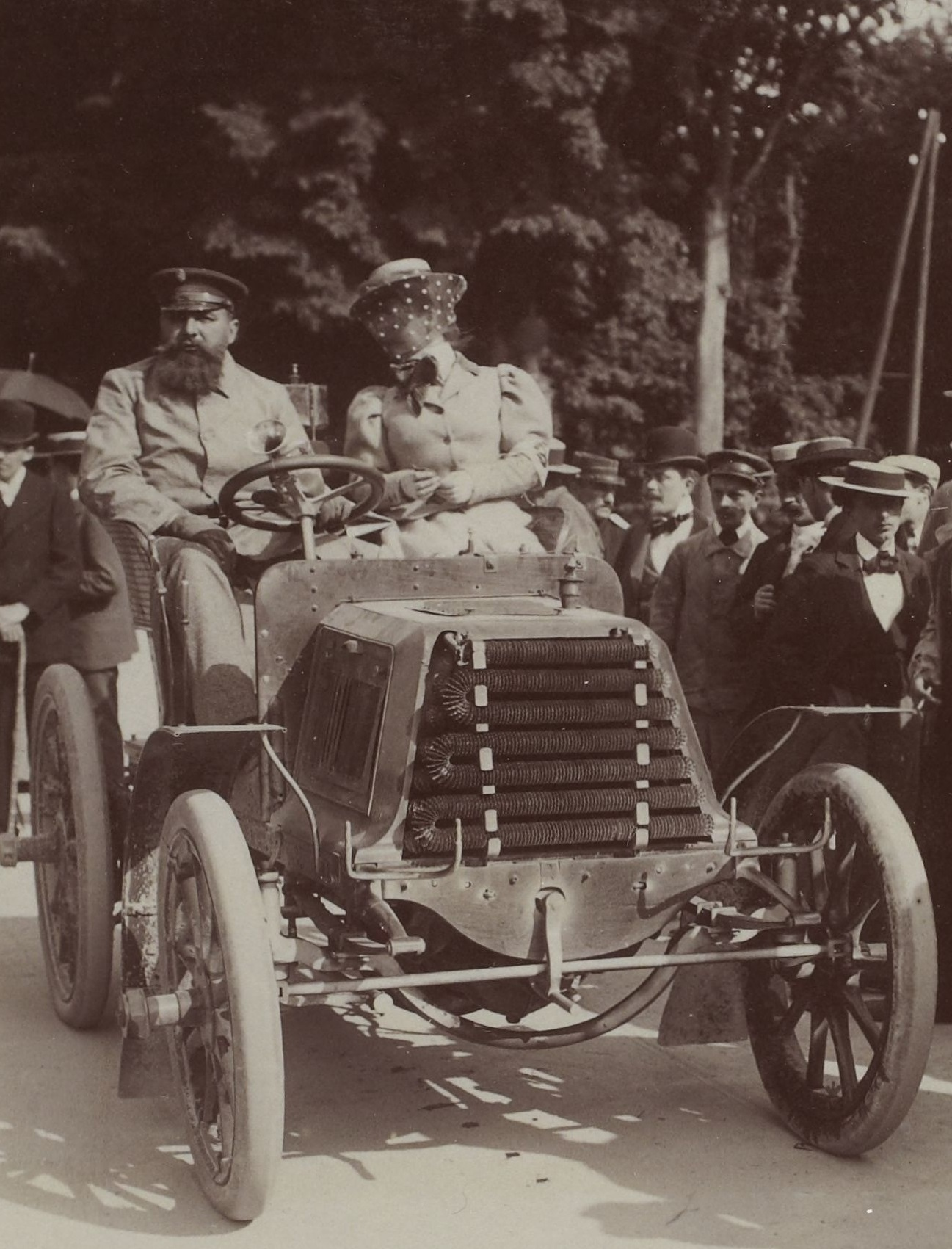
René de Knyff, vainqueur du second Rallye-Papiers du 4 juin 1899 sur Panhard 12 hp (deuxième Leys).
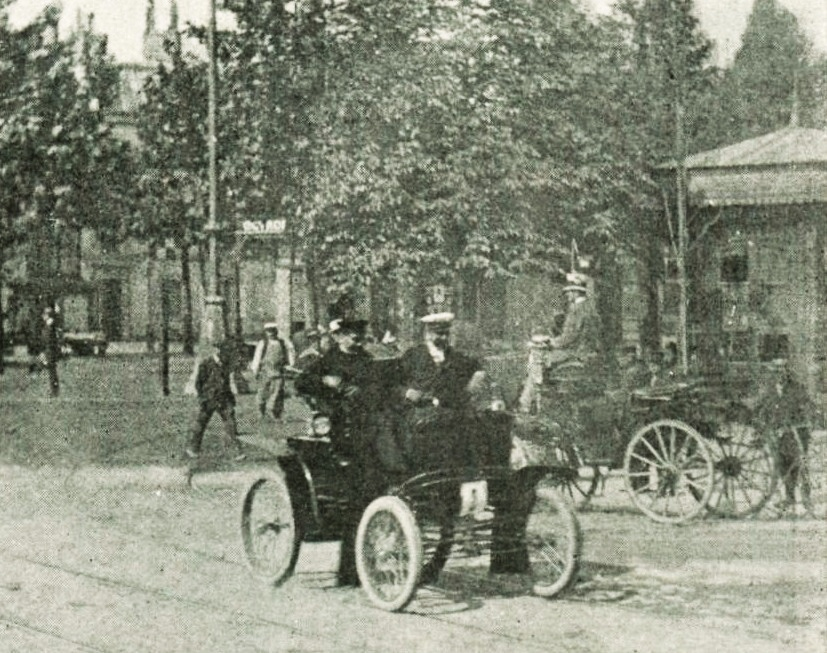
G. Philippart vainqueur du Critérium des voitures électriques sur Columbia, en juillet 1899 (Paris-Maisons-Laffitte-Saint-Germain-Suresnes).
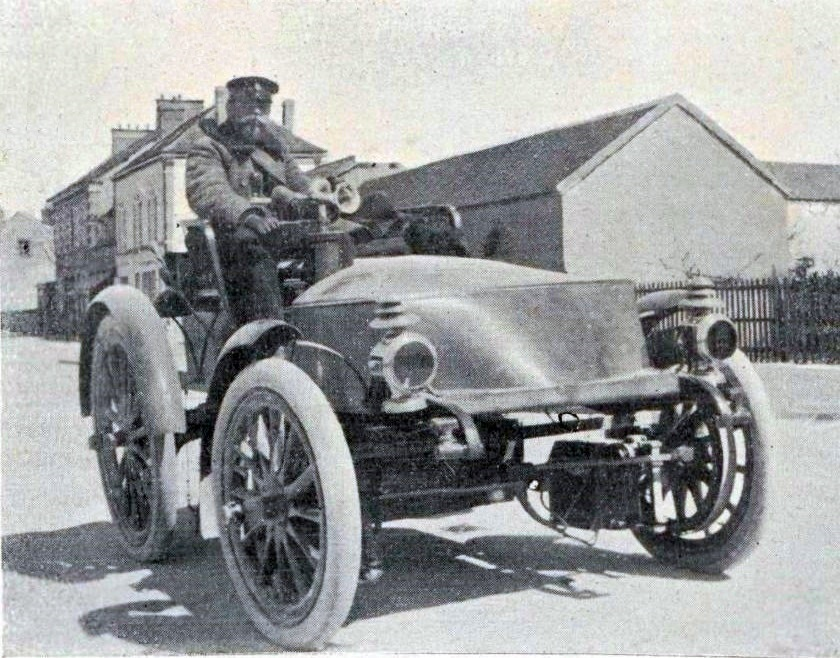
Louis Kriéger, vainqueur sur Cuvelier du Critérium de l'électricité, organisé les 26 et 28 avril 1900 (trajet Paris-Dijon).
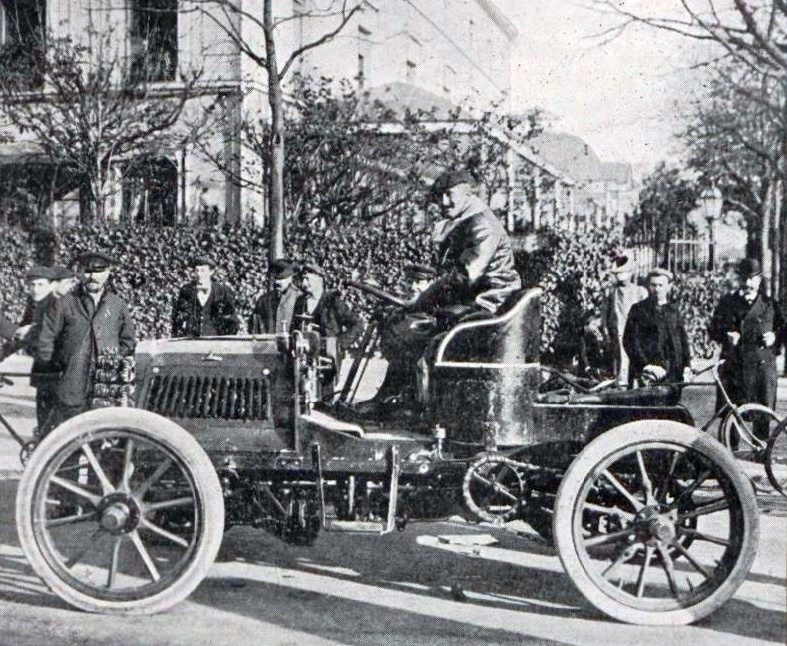
Étienne Giraud, vainqueur du Critérium de l'Alcool Paris-Rouen 1900, sur Panhard 22 hp.
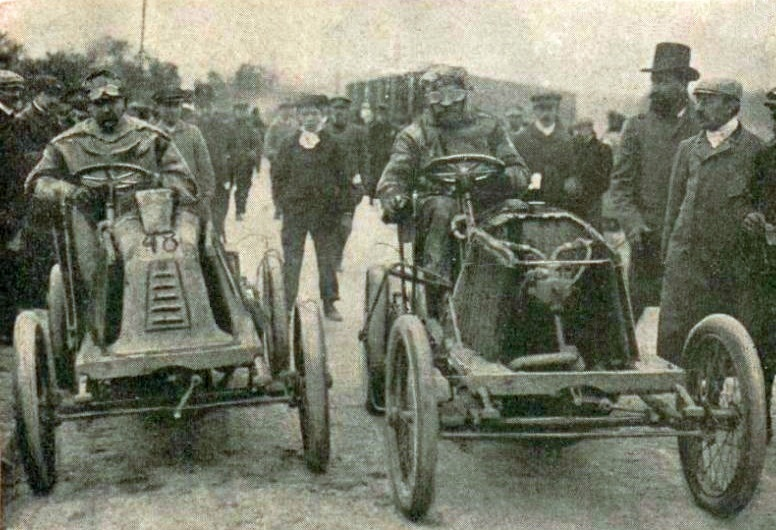
Grus et Oury, 1er et 2e du Circuit de l'Alcool en 1902, sur voiturettes Renault.
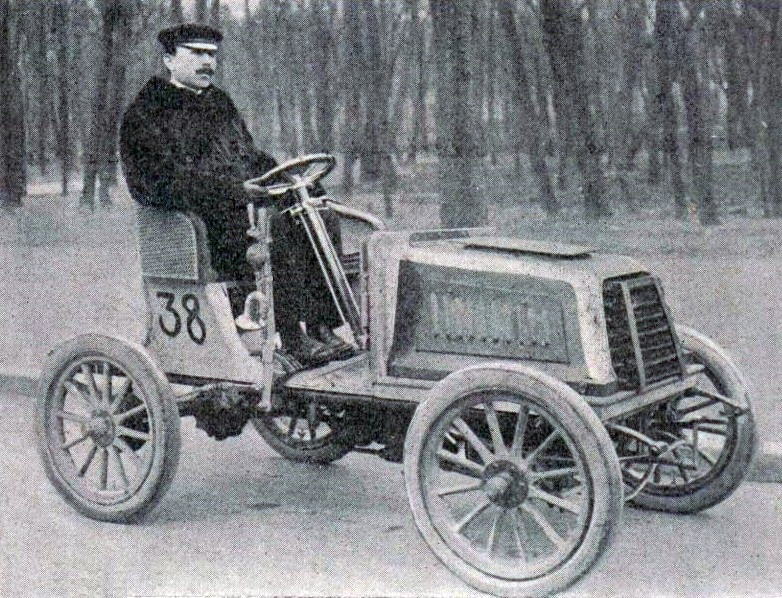
Mr Delabarre (directeur de 'Paris-Chauffeur'), vainqueur du Critérium de la Consommation du 19 février 1903 sur L'Européenne-de Dion.